# 市川一家4人殺害事件
市川一家4人殺害事件（いちかわいっかよにんさつがいじけん）は、1992年（平成4年）3月5日夕方から翌6日朝にかけて日本の千葉県市川市幸二丁目（行徳地区）にあるマンションで発生した強盗殺人事件（少年犯罪）。
少年S・T（以下「S」、事件当時19歳）が3月5日夕方、会社役員の男性A（当時42歳）宅に侵入し、翌朝までに一家5人のうち、4人を次々に殺害した。Sは2001年（平成13年）12月に最高裁で死刑判決が確定し（少年死刑囚）、2017年（平成29年）12月19日に東京拘置所で死刑を執行されている（44歳没）。
10歳代の少年による残忍な犯行として社会に衝撃を与え、その重大性から少年法の在り方などに論議を呼んだ事件である。また千葉県では戦前から終戦直後にかけて大量殺人事件が発生していたが、この事件の発生当時はこのように一般の家族4人が殺害されるような事件は長期間にわたって発生していなかったという。

## 概要
犯人の少年S（事件当時19歳）は、暴力団と女性関係を巡るトラブルを起こし、現金200万円を要求されたため、その金を工面する目的で、3月5日夕方に雑誌出版・編集会社役員A（当時42歳）宅へ侵入。留守番していたAの母親C（83歳）に金品を要求したところ、警察に通報されそうになったことから電気コードで絞殺し、次いで帰宅してきたAの妻D（36歳）、A本人、次女E（4歳：保育園児）の一家4人を相次いで柳刃包丁で刺殺したほか、長女B（当時15歳：高校1年生）も包丁で斬りつけて負傷させた。この間、SはBを連れ出し、A夫妻が経営していた会社にも金品を奪いに行ったほか、Bを現場の一室や、連れ出したラブホテルで複数回にわたって強姦した。翌朝、Sは現場に駆けつけた千葉県警の警察官により、銃刀法違反で現行犯逮捕されたが、その直前には抗拒不能状態に陥っていたBに包丁を持たせた上で、彼女が犯人であるかのように偽装工作した上で逃走しようとしていた。Sは逮捕直後の取り調べでも容疑を否認し、「Bとは事件前から親しかった」と虚偽の供述をしたが、同日夜になって犯行を認め、強盗殺人容疑で逮捕された。
SがA宅を知ったきっかけは、本事件の約1か月前（同年2月12日）に自転車で夜道を走っていたBを車で轢き、自宅アパートに連れ込んで強姦するという強姦致傷事件を起こした際、Bの持っていた生徒手帳を見たことがきっかけだった。Sはその事件に前後して、1991年（平成3年）10月19日 - 1992年2月27日にかけ、東京都や千葉・埼玉の両県で、別の行きずりの女性1人に対する傷害・強姦事件（強姦事件）や、車の運転中に先行車が遅かったことや、後続車からあおり運転をされたこと、後続車に追い越されたことなどに立腹し、相手の運転手を暴行して負傷させる傷害事件3件（うち2件目では恐喝、3件目では窃盗を伴う）を起こしていた。
刑事裁判で、被告人Sは4人に対する強盗殺人罪（判決ではEへの殺害行為のみ殺人罪と認定）、Bに対する強姦致傷罪・強盗強姦罪・傷害罪のほか、余罪事件での傷害・強姦・恐喝・窃盗の罪にも問われた。事件当時のSの責任能力、そして当時少年だったSへの死刑適用の可否が争われたが、1994年（平成6年）8月8日に千葉地裁は、Sの完全責任能力を認定した上で、1983年（昭和58年）に最高裁が示した死刑適用基準を引用し、「結果の重大性から、死刑はやむを得ない」などとして、Sを死刑とする第一審判決を宣告した。Sは控訴したが、東京高裁は1996年（平成8年）7月2日に原判決を支持し、Sの控訴を棄却する判決を宣告。Sはさらに最高裁へ上告したが、2001年12月3日に第二小法廷で上告棄却の判決を言い渡され、同月21日付で死刑が確定。それから約16年後、死刑囚Sは第3次再審請求中の2017年12月19日に東京拘置所で死刑を執行された。犯行時少年に対する死刑確定・執行は、いずれも永山則夫（連続ピストル射殺事件の犯人）以来だった。
Sが犯行時少年だったことから、死刑判決が言い渡された際には新聞各紙で死刑制度や少年法に関する論議が活発に交わされたが、犯行内容の凄惨さや、犯人S・被害者双方の人権への配慮などの事情が絡まり、犯行内容はほとんど報じられなかった。一方、『週刊新潮』『FOCUS』（ともに新潮社発行）は事件発生直後、Sを実名報道した。また、死刑執行時には法務省（法務大臣：上川陽子）がSの死刑執行を実名とともに公表し、新聞各紙もSを実名報道した（後述）。作家の永瀬隼介（祝康成）は事件後、犯人Sの交流や、事件関係者（被害者遺族や、犯人Sの親族ら）への取材を行い、本事件を題材としたノンフィクション『19歳の結末 一家4人惨殺事件』（「参考文献」の節も参照）を出版した。

### 略年表
| 本事件前の経緯     | 本事件前の経緯     | 本事件前の経緯 | 本事件前の経緯 |
| 事件               | 年                 | 月日           | 出来事 |
| ------------------ | ------------------ | -------------- | --- |
| 江戸川事件         | 1991年（平成3年）  | 10月19日       | S、東京都江戸川区内で傷害事件を起こす。 |
| 暴力団とのトラブル | 1992年（平成4年）  | 2月6日         | Sが市川市のフィリピンパブから、店に無断でホステスを連れ出し、自宅アパート（千葉県船橋市）に泊める。 それ以降、Sは暴力団関係者から追われる身になる。                                                                                                |
| 中野事件           | 1992年（平成4年）  | 2月11日        | S、東京都中野区内の路上を歩いていた女性を殴って負傷させ、自宅アパートで強姦する傷害・強姦事件を起こす。 |
| B事件              | 1992年（平成4年）  | 2月12日        | S、市川市内で本事件の被害者B（男性Aの長女）を車で轢いて負傷させ、自宅アパートで強姦する強姦致傷事件を起こす。この時、Bの住所（市川市幸二丁目）を知る。 同日、ホステスの一件で暴力団組長に呼び出され、200万円を要求される（暴力団からの取り立て）。 |
| 河原事件           | 1992年（平成4年）  | 2月25日        | S、市川市内で交通トラブルを発端とした傷害・恐喝事件（河原事件）を起こす。 |
| 岩槻事件           | 1992年（平成4年）  | 2月27日        | S、埼玉県岩槻市（現：さいたま市岩槻区）内で交通トラブルを発端とした傷害・窃盗事件（岩槻事件）を起こす。 |
| 事件発生           |                    |                | |
|                    | 年                 | 月日           | 出来事 |
| 本事件             | 1992年             | 3月5日         | S、A宅に窃盗目的で侵入。Aの母親Cを絞殺し、帰宅してきた妻DとA本人を次々と刺殺。 |
| 本事件             | 1992年             | 3月6日         | S、Bを連れてA・D夫婦が経営していた会社「ルック」の事務所から預金通帳などを奪う。現場に戻った後、Bの妹（Aの次女）を刺殺。 |
| 捜査の経緯         |                    |                | |
| 逮捕               | 1992年             | 3月6日         | S、現場に駆けつけた警察官に銃刀法違反の現行犯で逮捕される。当初は容疑を否認するが、後に認める。 |
| 逮捕               | 1992年             | 3月7日         | S、強盗殺人容疑で逮捕。 |
| 精神鑑定           | 1992年             | 3月26日        | S、千葉地検によって鑑定留置される。同日以降、小田晋による精神鑑定（小田鑑定）を受ける。 |
| 少年審判           | 1992年             | 10月1日        | 千葉地検がSを「刑事処分相当」の意見書付きで、千葉家裁へ送致。 |
| 少年審判           | 1992年             | 10月27日       | 千葉家裁（宮平隆介裁判官）は少年審判の結果、Sを千葉地検へ逆送致。 |
| 起訴               | 1992年             | 11月5日        | 千葉地検、Sを一家殺害事件と江戸川事件に関し、強盗殺人・傷害など5つの罪で千葉地裁へ起訴。 |
| 裁判の経緯         |                    |                | |
| 審級 裁判所        | 年                 | 月日           | 出来事 |
| 第一審 千葉地裁    | 1992年             | 12月25日       | 初公判: 千葉地裁刑事第1部（神作良二裁判長）で初公判。被告人Sは起訴事実を認めるが、殺意などに関して争う。 |
| 第一審 千葉地裁    | 1993年（平成5年）  | 2月17日        | 中野事件・河原事件・岩槻事件に関しても、傷害・恐喝・窃盗など4つの罪で追起訴。 |
| 第一審 千葉地裁    | 1993年（平成5年）  | 5月19日        | 再度の精神鑑定申請: 第3回公判で、弁護側が新たな精神鑑定を申請。その後、福島章による再鑑定（福島鑑定）が実施される。 |
| 第一審 千葉地裁    | 1993年（平成5年）  | 11月22日       | 第4回公判で、「福島鑑定」結果が提出される。 |
| 第一審 千葉地裁    | 1994年（平成6年）  | 4月4日         | 死刑求刑: 論告求刑公判で、検察官が被告人Sに死刑を求刑。 |
| 第一審 千葉地裁    | 1994年（平成6年）  | 6月1日         | 最終弁論: 第一審は同日の公判で結審。弁護人はSが当時心神耗弱だった旨などを主張し、死刑回避を求める。 |
| 第一審 千葉地裁    | 1994年（平成6年）  | 8月8日         | 死刑判決: 判決公判、千葉地裁刑事第1部はSに死刑を宣告。Sは即日控訴。 |
| 控訴審 東京高裁    | 1995年（平成7年）  | 6月29日        | 東京高裁（神田忠治裁判長）で控訴審初公判。弁護人は死刑回避を強く求める。 |
| 控訴審 東京高裁    | 1996年（平成8年）  | 7月2日         | 控訴棄却判決: 東京高裁は原判決を支持し、Sの控訴を棄却する判決を宣告。Sは即日上告。 |
| 上告審 最高裁      | 2001年（平成13年） | 4月13日        | 弁論: 第二小法廷（亀山継夫裁判長）で上告審の公判（弁論）が開かれ、弁護人が死刑回避を求める。 |
| 上告審 最高裁      | 2001年（平成13年） | 12月3日        | 上告審判決: 第二小法廷は原判決を支持し、Sの上告を棄却する判決を宣告。 |
| 上告審 最高裁      | 2001年（平成13年） | 12月20日       | 死刑確定: 第二小法廷、Sからの判決訂正申立を棄却する決定。21日付で死刑が確定。 |
| 死刑執行           | 2017年             | 12月19日       | 死刑執行: 法務省（法務大臣：上川陽子）の死刑執行命令により、東京拘置所でSの死刑が執行される（44歳没）。当時、Sは第3次再審請求中だった（参照）。 |

## 犯人S
本事件の犯人は、男S・T（1973年〈昭和48年〉1月30日 - 2017年〈平成29年〉12月19日、以下「S」と表記）である。本籍地は東京都江戸川区。
事件当時、Sは19歳1か月の少年で、千葉県船橋市本中山二丁目のアパート（座標）で1人暮らしをしていた。また、事件当時は身長178 cm、体重80 kgと大柄かつ筋肉質な体格で、髪にパーマをかけ、茶色のメッシュを入れていた。堀越高校（2年時に中退）在校時に喫煙・飲酒をするようになり、1991年時点ではラーク5箱程度を常用し、酒はウイスキーを特に好み、ボトル2分の1程度を適量としていた。
逮捕後の獄中生活により、体重は120 kgを超えていた。後にSの精神鑑定（福島鑑定）を担当した福島章 (1995) は、自身が鑑定を手掛けた時点で、Sの体重は121 kgに達していた旨を述べている。上告審結審後に弁護人に就任し、死刑確定後も再審請求審の弁護人を担当していた安田好弘は、Sの体格について「僕の横幅を二つぐらい並べた大きさ」と形容した上で、「このぐらいデカければ執行なんてとてもできっこない、S君を持ち上げることもできやしないんじゃないか」と考え、獄中にいたSに対し、死刑執行回避のために体を大きくすることを提案していた。しかし、その目論見が外れたことから、安田は死刑執行後に抗議集会で「（Sの遺体が入るような）特注の棺も準備したのでしょうし、彼の重さに耐えうるロープも用意したのではないか、予行演習も周到にやったと思うんです。本当に、強固な意志による、周到に用意された計画的な殺人ということです。そこに現れている国家の意思はものすごく強い、無慈悲に強い、という感じがします」と述べ、死刑執行を批判している。

### 幼少期
Sは1973年1月30日、男性Z・女性Yの夫婦の間に長男として、千葉市（後の千葉市稲毛区）にあった官川産婦人科で生まれた。Sの母方の祖父X（Sの母親Yの父親：本事件当時72歳）は、市川市でウナギの加工・販売などを行う株式会社「X商店」を経営しており、Sの父親（Xの娘婿）であるZも「X商店」で働いていた。
Sの出生当時、Z・Y夫婦は市川市内に居住していたが、Sの誕生直後、松戸市の公団住宅に転居。Sは1977年（昭和52年）に幼稚園に入園し、1979年（昭和54年）4月には、松戸市立和名ケ谷小学校に入学した。また、Sの誕生から5年後には、Z・Y夫婦の間に次男（Sの弟）が誕生している。1980年（昭和55年）9月、当時小学2年生だったSは、家族が東京都江東区へ転居し、同区越中島の公団団地に移住したことをきっかけに、江東区立越中島小学校に転校した。当時、Sは水泳教室に通ったり、英会話やピアノを習うなど平穏な生活を続けていたが、父Zが仕事上の失敗から「X商店」に多額の損失を被らせた上、私生活でもギャンブルや女性問題などで借金を重ね、暴力団員らによる厳しい取り立てに遭った。また、ZはYに対し暴力を振るったり、Sや次男を虐待したりするようになり、やがてストレスを溜め込んだYもSを虐待するようになった。そのような生活の中（当時Sは9歳）、親友であった同級生の少年が一家揃って敬虔なエホバの証人の信者であることを知り、自らもその教義に魅了され、週に1、2回の勉強会に参加するようになった。しかし、Zの借金は膨らみ続け、最終的には熱心に読んでいた経典を破り捨てられたことがきっかけで、Sは初めて恐怖の象徴であったZに歯向かっている。また、当時は週末になると、着替えと勉強道具を持って市川市にあったXの家に電車で通い、泊まり込んでおり、祖父Xのことは「お金持ちで、頼りになる働き者」として尊敬していた。

#### 家庭崩壊
Zは1982年（昭和57年）12月19日、突然S（当時小学4年生）に対し、弟とともに母Yの実家（X宅）へ遊びに行くよう言いつけ、その後、X宅にいたSに電話で、自分が社長をしていた会社が倒産し、サラ金などから借金をしているので債権者や暴力団の人々が押しかけてくるだろうから、そのまましばらく実家にいるように伝えた。その後、ZはX宅に来て、子どもたちには「必ず迎えに来るから」と行って出ていったが、子どもたちのために最低限の生活を支えることもせず、自分だけ逃げる格好となった。Sは母親に連れられ、5歳年下の弟（Z・Y夫婦の次男）とともに夜逃げ同然に家を出て、祖父X宅にしばらく身を寄せた。しかし、Xは自らが築き上げた全財産を吐き出してZの借金を清算せざるを得なくなり、「X商店」も倒産の危機に立たされる。結果、XはYと孫2人（Sとその弟）に絶縁を言い渡し、妻（Sの母方の祖母）とともに入水自殺を決意して橋から川に飛び込んだが、助けられたため未遂に終わっている。
Sは母Yや弟とともに、東京都葛飾区立石のアパートに移住した。1983年（昭和58年）1月、小学4年生の3学期が始まったが、Sはその数日後から転校という形で、葛飾区立清和小学校に通学するようになった。同年3月、YがZと調停離婚して「S」姓に復氏し、Sら息子2人の親権者となったことから、Sはそれ以降、会計事務所に務めるYによって女手一つで育てられた。それ以降、Yは息子2人の生活を支えるため、証券情報会社で経理として遅くまで働くようになった。
このような生活環境の劣化や転校が多かったことなどから、Sは立石に引っ越して以降、いじめを受けるようになり、貧しい生活に転落したこと、そして最大の庇護者であった祖父Xに見放されたこともあって、周囲への不信感や猜疑心を募らせるようになった。一方、ラジオ放送でジミ・ヘンドリックスのロックを聴いたことがきっかけで、ロックに熱中するようになったが、レコードを購入できる金がなかったため、近所のディスカウントストアからカセットテープを万引きするようになった。また、同時期には放課後に電車に乗って浅草に通うようになったが、偶然公衆電話に誰かが忘れて行った財布を置き引きしたことがきっかけで、遊興費を得るために観光客からスリや置き引き、かっぱらいを繰り返し、神社での賽銭泥棒もした。このような生活を送る中で、地元では「悪のレッテルを貼られると損をする」として、おとなしい真面目な少年を装っていた一方、「貧乏を笑う世の中のやつらからはいくら盗ったっていいんだ。世の中、なんだかんだいったって金なんだ」という考えを抱くようになった。

#### 中学生時代
Sは1985年（昭和60年）4月に葛飾区立立石中学校に入学した。同年冬、母Yや弟とともに葛飾区青戸のアパート (2DK) に引っ越したが、このアパートの大家夫婦は、Sについて「礼儀正しい子供」という印象を抱いていた。このころには水泳の他に空手や野球などを習い、少年野球チームではエースかつ4番打者として活躍していた。一方で体も大きくなり、やられればやり返すようになって、大抵の場合に自己の腕力が通用することを知った。当時は逸脱的な行動は学校外にとどめ、校内では目立つことはしなかったが、地元の不良少年たちから喧嘩の強さを褒められたことがきっかけで喧嘩に明け暮れ、Yや弟への家庭内暴力も振るうようになった。
Xは元婿Zを追い出して以降、一から出直して事業を年商数十億円規模に回復させた。このころには、YとXとの関係は修復されていたが、SはXを「一番辛くて寂しいとき、手を差し伸べてくれなかった」と恨んでおり、かつてのように尊敬することはできなくなっていた。また、Sが中学1年になるころから、父Zが再びYやSら母子3人と接触を持つようになり、3人が暮らすアパートを訪れるようになったり、一家で外食したりするようになったが、SはZを嫌っており、「子供の教育上、男親が必要だから」と元夫Zと付き合う母Yにも良い感情を持たなかった。
中学2年のころ、シンナーを常用していた同年齢の少女と初めて肉体関係を持っている。一方でこのころ、「（自分は）何のために生きているんだろう」と考えるようになり、かつて魅了されたキリスト教の教義に救いを求めたこともあったが、Sは既に「神に祈っても幸せにはなれない」という考えを抱いており、教会通いもすぐにやめた。甲子園に憧れていたことから、中学3年のころには学習塾に通いつつ、大学進学率の悪くない野球強豪校に進学することを希望していた一方、クラスメートの少女から告白され、彼女と交際するようになった。しかし、同年秋に自動車事故で右橈骨を骨折して入院したため、学内のテストを受ける機会を失い、公立高校受験のための偏差値が出せなかった。

#### 高校時代
結局、Sは野球強豪校の日大一高と岩倉高校を受験したが、いずれも不合格に終わり、1988年（昭和63年）4月にはXからの経済的援助を得て、堀越高校（東京都中野区）に入学した。入学後はクラス委員を務め、成績も上位をキープしていたが、相変わらず喧嘩に明け暮れ続け、家庭内暴力も悪化。気に入らないとしばしば母Yや弟に殴る蹴るなどの暴行を加え、Yに対し暴力を振るう際には「女は頭を抑える者がいないとつけあがるから駄目だ」という性差別的な理由を述べていた。このため、YはSを連れて警視庁の少年相談室に相談へ赴くなどしており、ときには一時的に家を出てビジネスホテルに泊まったこともあった。
なお、同年12月には中学時代に在住していたアパートから、青砥駅近くの3DKのマンションに引っ越している。これは、Yが「長男に個室を与えれば、家庭内暴力も収まるはず」と考えたことから、より広い部屋に引っ越すことを決断したものだったが、結果は裏目に出た。
甲子園を目指していたSだったが、堀越高校の硬式野球部の練習場は遠方で通いきれず、軟式野球部に入らざるを得なかった。その軟式野球部も、先輩のしごきがひどくて怪我することもあり、挫折感を味わったことや、学校のレベルが低く感じられたことなどから、Sは次第に高校生活に対する意欲を失い、「こんな学校にいても大学には行けない」と勉強をなおざりにし、不良仲間と盛り場を徘徊したりして登校しないことが多くなった。また、遊興費欲しさにアルバイトを始めた一方、高校には悪友が多く、友人と日常的に喧嘩し、「勝つと金を取り、負けると金を払う」習慣が身についた。このころから、刃物を常時携帯したり、酒や煙草を常用するようになって、ついには他校生に乱暴して停学処分を受けたことを契機に、1989年（平成元年）5月31日付で同校を退学した。退学理由について、堀越高校は「恐喝事件を起こしたため、停学処分にして生活指導を行ったが、家に待機していなければいけない時間にいなかったり、無断外泊を繰り返していたため、母Yから『退学させてほしい』と申し出があった」と説明している一方、Yは知人に対し「友だちのスクーターに無免許で乗って警察に補導されたのを誰かが学校に知らせて停学。停学期間中に2度家に（学校から）電話があった時、たまたま家にいなくて（退学させられた）」と話している。その後、Sを別の高校に紹介しようとした知人がおり、母Yも最初はその話に乗り気だったが、最終的には断りの返事を入れている。

### 高校中退後

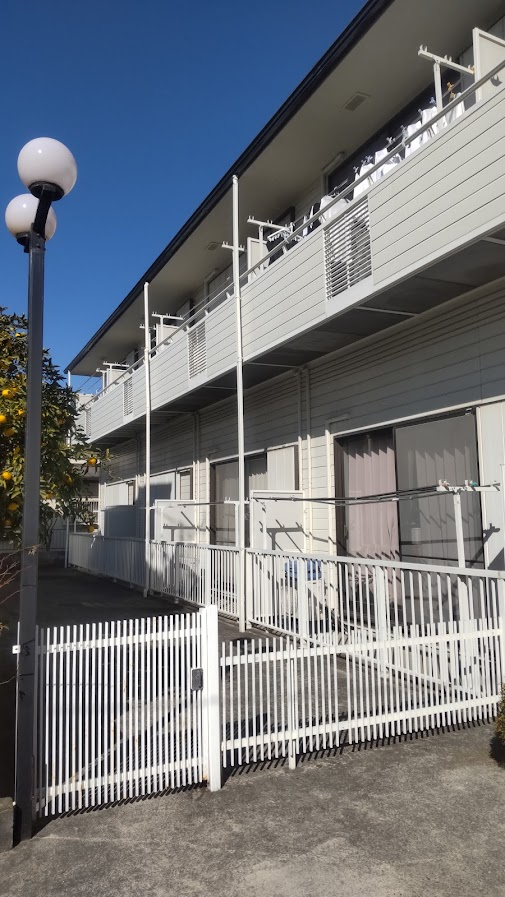
犯人Sが事件当時住んでいた、船橋市本中山二丁目のアパート。『週刊新潮』 (1992) に、この写真とほぼ同じ構図の写真が掲載されている。

Sは高校中退後、アメリカ留学を希望したこともあったが、親族や知り合いに止められた。また、中学時代から交際していた少女とは熱心に交際しており、アルバイトをするだけでなく、互いに親の財布から金を盗んだりもしていたが、1989年秋ごろ、娘がSと交際することに反対していた彼女の父親がYの許へ抗議に訪れ、最終的には親同士で協力して2人を別れさせることになった。やがて、彼女は両親の説得に根負けしてSと別れたが、これに激怒したSは、ナイフを持って彼女の父親を脅す事件を起こし、軽犯罪法違反の罪に問われて家庭裁判所へ送致された。Sの知人は、Sが高校中退後に暴力事件を繰り返し、その度に祖父Xや母親Yが被害者に謝罪して示談にしていたという旨を証言している。
その後、レンタルビデオ店や運送会社などでアルバイトをした後、同年11月ごろから「X商店」の仕事の手伝いをするようになった。この動機は、Xが常に忙しく働いている姿を見て、「仕事というものがそんなに面白いものか、その世界を覗いてみたかった」という理由だったが、昼間は「X商店」で働き、夜は繁華街で水商売の店員をするなどの二重生活をしており、「X商店」での働きぶりについては芳しい評価をされていなかった。当時、会社の先輩には礼を尽くしており、客にもきちんと応対はしていたが、出勤時間は極めてルーズで、怒り出すとしばしば人が変わっていたという。Sの親類は祖父XがSに対し、「また夜遊びか」と言いながら1万円札を数枚手渡すようなことがあった旨を証言している。『東京新聞』記者の稲熊均は、XがSに後のクラウンの購入費用や、様々な遊興費を与えていたり、Sが補導された際には娘Yとともに被害者に謝罪したり、示談金を払ったりしている旨を報じているが、その背景としてXの知人の「Xは『あの子たちの父親を奪っちまったんだから、おれがその分の愛情を与えなきゃならねえ』と言っていた」という証言を取り上げている。一方、永瀬隼介 (2004) はSの将来を心配したXが「このままだとお前もZのようになる」と忠告したものの、Sは聞く耳を持たなかったという旨を述べている。また、このころには「X商店」の現金がなくなる事件が続き、SはXから盗みの疑いを掛けられたが、それに腹を立て、1990年（平成2年）1月17日22時ごろにX宅へ赴き、就寝中だったXの顔面を蹴り、水晶体脱臼・硝子体出血などの怪我を負わせる事件を起こした。さらには父親Zと揉み合いになり、台所からパン切り包丁を持ち出す事件も起こしている。
このころ、「X商店」の年上の同僚に市川市内のフィリピン・パブへ連れて行かれたことがきっかけで、様々なフィリピン・パブに足繁く通うようになった。また、ギタースクールに通い、バンドの練習もするようになっていたが、バンド仲間や貸スタジオで知り合った者たちとともにハルシオンやLSDなどの薬物を乱用した。その理由について、Sは永瀬への手紙で、自分よりギターが上手な者たちや、幼少期から憧れていたジミ・ヘンドリックスら、多くのロックアーティストたちが薬物を常用していたことを挙げている。
1990年9月、SはYから80万円出してもらって購入したオートバイに乗っていたところ、交通事故で肋骨8本を骨折したが、その治療が長引くうちに怠け癖がつき、「X商店」を休みがちになった。その間の1991年（平成3年）3月には、合宿講習で運転免許を取得し、同年3月にはYの援助でクラウンロイヤルサルーン（433万円余）をローンで購入して乗り回すようになった。同年6月、Yから契約金58万円余のほか、月10万円強の部屋代を出してもらい、本中山のアパートで一人暮らしを始めるようになった。それ以降、後述のフィリピン人女性aaと結婚するまでに3人の女性と同棲生活をしたが、いずれも短期間で相手に去られ長続きしなかった。当時のSの行状については、深夜に帰宅した際に大きな音を立ててドアを閉めたり、近隣住民に違法駐車を注意されて逆上したりといったトラブルを起こし、時には暴力団の名前を出して相手を威嚇していたことや、クラウンの座席には常にバットやナイフなどを置いてあったことなどが証言されている。また、1991年には傷害事件で取り調べを受けている。一方、日曜日には朝早くから、野球をしていた中学生の弟を練習のために送り迎えしていたという証言もある。

## 被害者一家
本事件の被害者一家は事件当時、現場となった市川市幸二丁目5番1号のマンション「行徳南スカイハイツ」C棟（座標）の806号室に3世代5人で居住し、慎ましくも平穏な暮らしを営んでいた。このマンションは、営団地下鉄（現：東京メトロ）東西線の行徳駅から南東約1 km離れた東京湾沿いの埋立地にある高層住宅街の一角に建つ9階建てのマンションで、市川水路（座標）に面して建っていた。また、このマンションはX宅の玄関から見える位置に所在していた。
A・D夫婦は1987年（昭和62年）3月に結婚し、同年8月に雑誌の出版・編集などを手掛ける株式会社「ルック」を設立、Dが代表取締役、Aが取締役をそれぞれ務めていた。
一家が居住していた806号室は事件後、1年以上空き部屋になっていたが、事件から10年が経過した2002年4月26日時点では、別の住民が入居している。
男性A
1949年（昭和24年）8月10日生まれ（42歳没）。Dの夫およびB・E姉妹の父親で、Cの息子に当たる。
群馬県で生まれ、立教大学を卒業後は性風俗関係の雑誌で取材・撮影をしており、ロス疑惑で注目された三浦和義のスワップ写真を撮影したこともあった。後に仕事を通じてDと知り合い、1987年に結婚。Dの連れ子であるBのことも実子同然に可愛がっており、仕事仲間に対し「結婚したら大きな娘が出来ちゃったよ」と自慢していた。結婚後は年頃の娘を持ったため、風俗関係の仕事からは離れ、事件の数年前からは料理専門のフリーライター・カメラマンに転身して『月刊食堂』（柴田書店）で「繁盛の秘訣」という連載記事を手掛けたり、漫画誌のグルメ欄を担当したりしていた。また『月刊食堂』の元編集長・玉谷純作に対しては「ベルギーのペンションを買いたい。ベルギーならドイツにもフランスにもすぐに行ける。〔事件の発生した〕1992年にEC統合があるので、あちらに拠点を持って活動したい」と話していた。
3月6日0時30分ごろ、Sに柳刃包丁で背中を刺され失血死した。死亡した被害者4人の中で、3番目に殺害された犠牲者である。
少女B
1976年（昭和51年）3月19日生まれ（事件当時15歳）。A・D夫婦の長女で、Cの孫、Eの姉に当たる。
母Dと前夫との間に生まれ、DがAと結婚した際に養父であるAと養子縁組して改姓した。事件当時は船橋市内にある県立高校の1年生で、クラスの副委員長を務めたり、演劇部・美術部で活動したりしており、将来は美術関係の大学に進学することを夢見ていた。中学時代の3年間は毎日妹Eを保育園のバスで送迎しており、事件直前には小学校の同級生に対し「将来はお母さんと同じカメラマンになりたい」「新しいお父さんも本当のお父さんのように優しい」と話していた。
被害者一家5人の中で唯一生存したものの、本事件前にSによって2回強姦され、本事件では目の前で母親D、父親A、妹Eを次々に殺害され、その間にも強姦被害を受けた。事件後は熊本県の母Dの実家に引き取られた（後述）。
女性C
1908年（明治41年）7月4日生まれ（83歳没）。Aの母親で、Dの義母、B・E姉妹の父方の祖母に当たる。
横浜で生まれてAの父親と結婚し、夫が電気絶縁材料を扱う大手メーカーの工場で働いていた時期に長男Aを出産した。しかし夫はAが中学生の時に胸の病気を悪化させて亡くなっており、それ以降は東京で女手一つで息子を育てていた。事件当時は高齢だったため、散歩に出る時以外は玄関北側の自室で過ごすことが多かった。
3月5日16時30分ごろ、806号室に侵入してきたSによって首を絞められて窒息死した。死亡した4人の中で最初の犠牲者である。
女性D
1955年（昭和30年）6月19日生まれ（36歳没）。熊本県八代市出身。Aの妻で、Cの義理の娘、そしてB・E姉妹の実母である。
地元の高校を卒業後に結婚したが、長女Bを出産した直後に離婚した。それ以降は20歳代前半で上京すると、女手一つでBを育てながら証券会社の事務職、建設会社の経理、ダンプカーの運転手、水商売などの職を転々とし、千葉市栄町の風俗店に勤めていたころに客からの勧めで、風俗誌などのルポライターに転身。「中村小夜子」のペンネームで夕刊紙にソープの探訪記事を書くなどしていたが、Bが小学校5年生の時、仕事を通じてAと知り合い、結婚した。Aとの間に生まれた次女Eを出産後は、夫とともに料理関係のライターとして働いていた。
3月5日19時過ぎごろに長女Bとともに帰宅した直後、Sに柳刃包丁で背中を刺され失血死した。死亡した4人の中で2番目に殺害された。
女児E
1987年（昭和62年）3月17日生まれ（4歳没）。Bの妹で、Cにとっては2人目の孫である。
A・D夫婦の間に生まれ、事件当時は東京都江戸川区内の保育園に通園していた。
3月6日6時30分ごろ、Sに柳刃包丁で背中を刺され失血死した。死亡した4人の中で最後に殺害された。

## 事件前の暴力犯罪
江戸川事件（傷害事件）
Sは1991年10月19日16時50分ごろ、当時勤務していた「X商店」の配達の帰り、クラウンを運転して東京都江戸川区上篠崎の「X商店」上篠崎店付近の道路を走行していたが、前を走っていた車の速度が遅いなどとして立腹。道路が狭かったため、追い越すことができず、自身の後方にも何台か自動車が連なっている状態だったため、Sは先行車両にもっと速度を上げて走るよう、クラクションを鳴らしたが、先行車両の同乗者が窓を開けて顔を出し、Sの方を振り返り「うるせえ」と言って唾を吐いた。Sは先行車が赤信号に従って停車すると、その運転席側に駆け寄り、「とろとろ走りやがって、邪魔じゃないか」などと怒鳴りつけながら、空いていた窓から手を差し入れてエンジンキーを回し、エンジンを停止させた。そして、運転していた男性甲（当時24歳）が降車すると、Sはいきなり甲の顔面を拳で殴りつけ、胸ぐらをつかんで店内に連れ込んだ上で、さらに彼の顔面を殴りつけた上、厨房内に置かれていた鰻焼台用鉄筋（長さ約112 cm）で、背中と左肘をそれぞれ1回殴るなどして、全治3週間の怪我を負わせた。弁護人は上告趣意書で同事件について、Sが赤信号で停車した先行車両に文句を言いにいったところ、運転手と同乗者3人からいろいろなことを言われて立腹し、傷害事件に至った旨を主張している。また、福島 (1995) は本事件を含む交通関係の事件（河原事件・岩槻事件）について、「「相手が悪い」から懲らしめなければならないという「正義感のようなもの」が動機として働いているという」と述べている。

### 暴力団とのトラブル
1991年7月、Sはよく通っていたフィリピン・パブのうちの1軒で働いていたフィリピン国籍の女性aa（当時20歳）と知り合い、彼女を追ってフィリピンまで赴き、同年10月31日に正式に婚姻すると、日本に連れ帰ってアパートで同棲するようになった。しかしaaは姉の病気を心配し、1992年（平成4年）1月22日ごろにフィリピンへ帰国し、それ以降は日本に戻らなかったため、Sは再び1人で暮らすようになった。Sはその後も2回ほどフィリピンへ渡航したが、その渡航前に2回ほどX宅に窓ガラスを割るなどして侵入し、現金110万円ほどを奪った。飯島真一 (1994) は、「1月15日ころには祖父宅に窓ガラスを割って侵入し、現金を奪い、翌日からのフィリピン旅行で費消し、更に、同月下旬ころにも、窓ガラスを割って同宅に押し入り、同人に金員を要求するなどしていた」という論告の一節を引用している。
一方、Sは1991年12月ごろから、aaと知り合った店とは別の市内のフィリピンパブに通うようになり、そこでフィリピン国籍のホステスabと知り合った。1992年2月6日ごろ、Sはabを店の関係者に無断で連れ出し、自宅に泊めたが、同月8日ごろ、abが泣きながら店に戻ってきたため、店が関係する外国人ホステス斡旋業者らは、Sにその件で「落とし前」として多額の金を払わせようと考え、その取り立てを暴力団に依頼することになる。
中野事件（傷害・強姦事件）
1992年2月11日4時30分ごろ、Sは高円寺に住むバンド仲間の家からクラウンを運転して帰る途中、東京都中野区新井五丁目31番2号（座標）付近の道路を走行していたところ、アルバイト先から帰宅途中の女性乙（当時24歳）が1人で道路左側の歩道を歩いている姿を目撃。乙を殴って鬱屈した気分を晴らそうという衝動に駆られ、道を尋ねるふりをして乙に近づくと、いきなり顔面を拳で数回殴り、全治約3か月半の怪我（鼻骨骨折・顔への擦り傷）を負わせた。座り込んだ乙の顔を見たところ、意外に若かったことから、Sは乙を強姦しようと企て、髪を鷲掴みにして引っ立て、「車に乗れ」と言いながら抱きかかえるようにして、クラウンの後部座席に押し込んだ。そして、「病院に連れて行く」などと言ってクラウンを本中山のアパートまで走らせ、自室（203号室）まで連れ込んだ。同日6時30分ごろ、Sは自室アパートで乙の衣服を剥ぎ取り、彼女を強姦した。
Sは永瀬宛の手紙で、顔面から流血し、無抵抗になる乙の姿を見て溜飲を下げるとともに「自信」を持ち、さらにそれ以上の悦楽を得ようという欲求を抑えられなくなっていき、暴力がエスカレートしていった旨を述べている。しかし同日夜、ホステスを連れ出した件で店から依頼を受けた暴力団の関係者7人がSのアパートに押し寄せ、Sはクラウンで逃げ出したものの、クラウン後部の窓ガラスを粉々に割られている。
この事件について、検察官はSが当初から乙への強姦の犯意を抱いていたことを前提に、一連の犯行は強姦致傷の1罪に該当する旨を主張していたが、千葉地裁 (1994) はSが捜査・公判を通じ、一貫して「乙を殴った後、顔を見て意外に若いと気づいたから強姦しようと思った」と供述しており、客観的状況もそれと矛盾しないことから、傷害罪と強姦罪がそれぞれ別々に成立することを認定している。
B事件（強姦致傷事件）
2月12日未明、少女Bは深夜まで勉強していたところ、シャープペンシルの芯が切れたことから、替芯を買いに自転車で外出した。そして、コンビニエンスストアで替芯を購入し、コピーをして家路についたが、自宅に戻る途中の2時前ごろ、自転車で市川市幸二丁目2番2号（座標）付近を走っていたところ、背後から走ってきた車に追突され、自転車ごと路上に転倒、右膝に擦り傷を負った。この車は、Sが運転していたクラウンで、Sはクラウンから降車すると、Bに因縁をつけ始めた。しかし、Bが自分を病院に連れて行くよう何度も懇願したことから、Sはひき逃げと言われないため、浦安市内の救急病院に向かって治療を受けさせた。しかし治療後、SはBをクラウンに乗せて自宅に送る途中の2時30分過ぎごろ、市川市塩浜の路上で停車すると、車内でBに折りたたみナイフ（刃体の長さ約6.7 cm）を見せつけ、「車のガラスを割ったのはお前だろう」「黙って俺の言うことを聞け」などと脅迫した。そして、ナイフでBの左頬を切りつけたり、手の指の間に刃先を差し込んでぐりぐりこじるなどの暴行を加え、全治約2週間の怪我（顔面・左手の挫創）を負わせた。そしてBをアパートに連れ込んだSは、3時 - 6時ごろの間、2回にわたってBを強姦し、Bの両手足をビニール紐で縛った。その後、Bのバッグから現金を取り、生徒手帳を見て住所・氏名・保護者名などを知った。SがBを強姦しようとした理由について、判決では「クラウンに乗せて自宅に送る途中、劣情を催した」と認定されているが、福島 (1995) は「病院での治療中、長時間待たされたことに腹を立てたため」と述べている。
早朝、Sは母Yに用事があったため、Bを置いて外出したが、Bはその隙に紐を外し、ゴミ箱に捨ててあった生徒手帳を拾うと、Sのアパートから逃げ出し、1人で帰宅した。翌日（2月13日）20時ごろ、Bと中学時代から親しかった同級生の少女がB宅を訪れた際にBの顔の傷を見たが、この時Bは「ローソンの帰りに道で男に襲われた」と話しており、特に動揺した様子はなかったという。一方、別の友人に対しては「高校で先輩にやられた」と話しており、友人たちから「そんなの、負けずにやっちゃいなよ」と言われていた。その後、友人らから警察に届け出るよう説得され、2月の終わりごろに被害届を提出した。しかし、犯人は不明で、Sは捜査対象に入っていなかった。
暴力団からの取り立て
1992年2月12日夜、Sは住吉会相良興業の代表（以下「組長」）から、六本木の全日空ホテル2階のラウンジへ呼び出された。Sはそこで、組長やその配下の組員から、自身の行為が誘拐罪であり、ホステスが在留期限を待たず帰国すれば店の損害は約200万円になるなど、遠回しに金を払うよう求められ、「女を連れ出した件についてはそれなりのことをするつもりである」と答え、その場を辞去した。
しかし、今さらその金をXやYに出してもらうわけにもいかず、他に金策するあてもなかったため、200万円を支払えなければ暴力団から危害を加えられると恐怖したSは、取り立てを恐れてアパートに帰れず、車中泊をし続けた。その間、組長からは何の連絡もなかったが、Sはこれを「自分の部屋の電話が料金未払いで止められているからだ」と考え、暴力団への恐怖を募らせていき、「強盗でもするか、パチンコ屋に押し入ろうか」などとあれこれ思案した挙句、B事件の際に住所・氏名などを知ったB宅に侵入し、金品を盗むことを思いついた。そのため、家族の在宅状況を探るべく、時間を変えてB宅に電話したり、同月下旬・3月1日の2回にわたり、「行徳南スカイハイツ」C棟に赴いたりした。2月下旬、最初に赴いた際には、マンション入口から1階エレベーターホールまで行き、防犯カメラがあることを確認しただけで帰ったが、このころにはマンション住民が、クラウンから髪を赤く染めた大柄な男が降りてきて、マンション周辺をうろついている姿を目撃していた。そして3月1日昼ごろに訪れた際には、806号室の表札を見てそこがBの父親Aの居室であることを確認し、チャイムを押してみたが、誰も出なかったため、そのまま帰った。A一家の家族構成や、家人の日常生活のサイクルは把握していなかった。
一方、Sはこの時期、車の運転をめぐるトラブルで2回の暴力・恐喝事件を起こしている。
河原事件（傷害・恐喝事件）
Sは2月25日5時ごろ、市川市河原6番18号（座標、以下「河原現場」）付近の路上をクラウンで走っていたところ、接近してきた後続車がパッシングしてきたり、激しくクラクションを鳴らしたりしてきたり、エンジンを激しく空ぶかししたりしてきたことに憤慨。後続車の直前で急停車すると、運転していた男性丙（当時22歳：会社員）に近づき、「煽ってんじゃねえよ」などと運転方法に文句を言った。さらに開いていた運転席側の窓から手を差し入れ、丙の車のエンジンキーを抜き取ってクラウンに戻ったが、丙はキーを取り戻そうとSに追いすがってきた。そのため、Sは自車のトランクから取り出した鰻焼台用鉄筋（長さ約112 cm）で丙の左側頭部を1回殴り、両腕で頭を抱え蹲った彼の左半身を多数回殴り、安静加療約10日間を要する頭部挫創の怪我を負わせた。さらにSは丙の車の運転席に乗り込み、丙を助手席に乗せると、同日5時過ぎごろ - 6時ごろまでの間、河原現場から市川市塩浜2丁目31番地（座標）付近の路上を経て、再び河原現場まで走らせながら、車内で暴力団員を装いつつ、丙を「おめえ、どうするんだよ」「俺らの相場じゃ、こういう場合は7、8万だ。金曜日までに用意しておけ。免許証はそれまで預かっておく」などと脅迫して畏怖させ、彼の自動車運転免許証1通を奪い取った。
岩槻事件（傷害・窃盗事件）
同月27日0時30分ごろ、Sはクラウンを運転して埼玉県岩槻市東町一丁目7番26号（現：埼玉県さいたま市岩槻区東町一丁目7番26号、座標、以下「東町現場」）付近の路上を走っていた。現場の道路は片側2車線だった。その際、男性丁（当時21歳：大学生）が運転する自動車が、走行車線のトレーラーを高速で抜き去った後、Sの車を追い越した。しかし、Sは丁の運転に腹を立て、赤信号のために停車した丁の車の前方に割り込んで停車。降車してきた丁に対し、「ヤクザ者をなめんじゃねえ」などと言いながら、ズボンのポケットから折りたたみ式ナイフを取り出し、「これで刺してもいいんだぜ」と言って丁の左大腿部を突き刺した。そして、丁を彼の運転していた車の助手席に乗せると、Sはその車を運転して、岩槻市大字加倉1943番地（現：岩槻区加倉1943番地、座標）まで移動したが、その車内で折りたたみナイフを使い、丁の左右大腿部、右肩、胸、背中などを二十数か所にわたって突き刺したり、切りつけたりなどして、全治6週間の怪我（全身への刺し傷および切り傷、右手の中指・薬指の伸筋腱断裂など）を負わせた。同日1時20分ごろ、丁がSの隙を見て車内から逃げ出したため、Sは車で丁を追い掛けようとしたが、轢き殺すとまずいと思って断念した。Sは東町一丁目7番24号（現：岩槻区東町一丁目7番24号、座標）付近の路上まで車を移動させると、車内にあった丁の運転免許証1通と、丁の父親名義の自動車検査証を盗み出し、自分のクラウンまで戻った。これは後日、丁から金品を脅し取る目的だった。
弁護人らは上告趣意書で、丁がトレーラーを追い越した後、追越車線を走っていたSのクラウンを追い越すために速度を上げたが、突然Sの進路前方に入ってきた（道路交通法第70条：安全運転の義務に違反する行為）ため、それによって丁の車に追突しそうになったSが憤慨して犯行に至った旨を主張している。

## 一家惨殺

現場となった806号室の見取り図（出典：部屋の配置、方角、被害者たちが倒れていた位置）。なお、Dが倒れていた南側の部屋は当時の報道では「和室」となっているが、千葉地裁 (1994) では「洋間」となっている。

しかし、このように暴力沙汰を繰り返しても200万円を工面することはできず、事件当日の3月5日、SはB宅に侵入して現金や預金通帳を盗む意思を最終的に固めた。現場付近にはさらに新しい高級マンションもあったが、Sはこのマンションで金を得ようと考えた。
同日、Sは朝からパチンコとゲームセンターで時間を潰し、16時ごろにクラウンを運転して現場マンションへ向かった。マンション近くのタバコ屋の脇に車を停めると、公衆電話からBの電話番号に電話をかけ、5、6回コールしても誰も出ないことを確認した。Sはクラウンをマンション近くの公園の脇に移動して駐車すると、エントランスに設置してあった防犯カメラを避けるため、まず外階段で2階まで上がってから、エレベーターで8階まで上った。そして、B宅（806号室）の玄関のチャイムを鳴らしてみたが、応答がなかったため、玄関口のドアを試しに開けてみたところ、意外にも鍵はかかっていなかった。このため、家人がいる可能性を考えてすぐにその場を離れ、エレベーター横の階段に座って様子を見たが、約20分経っても反応がなかったため、16時30分ごろ、玄関口から同室に侵入した。

### C殺害
玄関に入ると、玄関近くの北側洋間からテレビの音が聞こえたため、Sはその中を覗き、その中で女性Cが寝ているのを確認した。Sはその後、玄関の突き当たりにあった居間に入り、現金や預金通帳などを物色し始めたが、なかなか見つからなかったため、Cを脅して現金などを奪おうと決意。寝ていたCの脚あたりを蹴りつけて起こすと、「通帳を出せ。どこにあるんだ」などと脅したが、CはSの予想に反して恐怖することもなく、出入り口付近にあった棚に置かれていた自分の財布から現金8万円（1万円札8枚）を取り出し、「これをやるから帰りなさい」と言い、室外に逃れようとした。Sはその態度に逆上し、Cの後襟首を掴んで通帳を出すよう凄んだが、なおもCは応じなかった。
その後、Sは緊張して尿意を覚えたため、Cに「通帳を探しておけよ」と言ってトイレに行ったが、Cはその隙に居間に出て電話をかけようとした。これに気づいたSは、咄嗟に体当たりしてCを仰向けに突き倒すと、その顔を覗き込むようにして「何をするつもりだったんだ」などと言ったが、CはSの顔面に唾を吐きかけた。これに激昂したSは、Cを頭ごと激しく床に突き倒すと、近くにあった電気コードを引き抜いた。CはなおもSに爪を立てて抵抗したが、SはCの腹部付近に馬乗りになると、電気コードをCの首に巻き付け、両手で電気コードを強く引っ張った。しかし、一度力を緩めるとCが起き上がる気配を示したため、Sは再び力を込めて数分間電気コードで首を絞め続け、Cを絞殺した。そして、Cの死亡を確認すると、首に巻かれていた電気コードを抜き取り、死体を引きずって北側洋間に敷かれていた布団に寝かせた。また、極度の潔癖症だったSは、Cの唾液を汚らしく感じたため、洗面所で頭・顔・首・手を何度も洗い、806号室を出たが、この時点では殺人を犯したことへの実感は乏しく、むしろ唾を吐きかけてきたCへの怒りや、「こんなきったねえところにいられるか」という嫌悪感の方を強く抱いていた。そして「長期戦を覚悟」し、付近の自動販売機でタバコとジュースを買い、約30分後に再び806号室に戻った。Sはさらに室内を物色し、Cの財布の中から現金約10万円を奪ったほか、台所流し台の下から包丁数本を取り出し、冷蔵庫の上に移していた。その包丁のうちの1本が、後にD・A・Eの3人を刺殺する凶器として用いられた柳刃包丁（刃体の長さ22.5 cm）だった。
Cへの殺意について
Sは捜査・公判を通じ、Cの首を絞めた際の状況について、「Cから唾をかけられたことに激昂して首を絞めたが、いったん力を緩めるとCが起き上がるような気配を示したため、抵抗がなくなるまで再び強く首を絞め続け、脈を調べて死亡を確認した」という旨を一貫して供述しており、第一審の公判でも「殺してしまおうという思いがあった」など、Cに対する殺意があった旨を供述していた。一方、弁護人は「Sは極度の潔癖症だったため、Cから唾をかけられて冷静さを失い、激怒してとっさに首を絞めてしまったのであり、明確にCに対する殺意を抱いていたわけではない」と主張したが、千葉地裁 (1994) はSの供述や、Cが舌骨や甲状軟骨の左上角などを骨折していた（Sによって強く首を絞められた）ことなどから、SがCに対し確定的な殺意を抱いていたことを認定した。

### D殺害
Sは引き続き、806号室の居間内で金品を物色していたが、同日19時過ぎ、Bが母親Dとともに帰宅してきたため、冷蔵庫の上から柳刃包丁を手に取り、台所のカウンター付き食器棚の影に隠れた。そして、2人が居間に入ってくると、包丁を突きつけ、「静かにしろ」「あんまり騒ぐと殺すぞ」「ポケットの物、全部出せ」などと脅した。この時、SはCについて「祖母は睡眠薬で眠っているだけだ」と言っていた。しかし、DはSに怯むことなく、S曰く「何も持っていなかったら、噛みつかれるのでは、と思うような勢い」で、包丁を持っていたSに食って掛かった。
Sは2人が別々の方向に走って逃げたり、大声を出したりすることを恐れ、2人を強引にうつ伏せにさせた。そして、Dに対しては「頭が切れそうな感じ」と思ったため、策を練って警察に突き出すような行動に出てくることを危惧し、彼女の動きを封じようと考え、逆手に持った包丁で、左腰付近から背中を立て続けに5回突き刺した。Dはうめき声を上げ、身を捩って仰向けになったが、床を足で蹴ってSの脱いだダウンジャケットに近づこうとしたため、「あーあ、血が付いちまうだろう」と言いながらDの脇腹を蹴って遠ざけた。この刺突行為により、Dは左肺に達する3か所の刺し傷を負い、まもなく失血死した。SはBに手伝わせ、失神したDを南側の奥にあった洋間に運び入れ、床に広がっていた血痕と失禁の跡をタオルで拭かせている。
Dへの殺意について
Sは捜査段階では、「死亡するかもしれないことを認識しながら、激情のままにあえて意に介さず、突き刺したのだと思う」という旨の供述をしていたが、公判では一転して、弁護人の「動きを封じることが目的で、殺意はなかった」という主張に沿い、当時はDへの殺意はなく、突き刺すことによってDが死亡する可能性も考えていなかったという旨を主張しており、永瀬宛の手紙でも当時の心境を「〔刺した箇所は〕首筋や心臓でもなければ、頭でもないんだから平気なはず、とそう思っていました。計算通り、大量の血が出たり、口から吐くこともなく、服ににじむのが見てとれただけで、まあこんなもんだろうという感じです。これで走りまわれはしないだろうから、そこでおとなしく見てろよ、とそんなことを口にした覚えがあります。まったく怒りも憎しみもなくやったので、力も本人は入れていないつもりでしたので、〔Dは〕ほっといてもしばらくは平気だろうと、あわててこわがるのをみて、少々いい気味だと思ってみていました」と説明しており、出血したDを見ても、特に動揺はなかった旨を述べている。弁護人もそれを踏まえ、「Sは当時19歳になったばかりで、医学的にも社会的にもあらゆる知識に乏しく、人間はどの部位にどの程度の打撃を加えれば死にいたるか知りようもなかった」という趣旨の弁論を行った。
しかし、Sは当時、苦しみ悶えながらのたうち回るDへの救命措置を講じることはなく、その後、BやEとともに食事を摂ったり、Bを強姦したりなどの行動を取った際には、既にDの存在を意識していなかった（Dがいない前提で行動していた）。また、SはDを洋間に運び入れた後の心境について、捜査段階で「Dが部屋から自力で出てくることはないという気持ちのほうが強かったかもしれない」という旨（Dの死を認識・予見していたと取れる内容）の供述をしていた。千葉地裁 (1994) はそれらの証拠に加え、現にDがSに刺されたことで死亡している点や、その刺突行為も女性であり、かつ無抵抗になっていたDの動きを封じるための行為にしてはあまりにも過剰であることなども併せ考え、Dに対しては「死を意欲していたとまでは認められない」としながらも、「〔Dが〕死に至るべきことを認識、予見しながら、これを認容して、敢えて本件刺突行為に及んだ」として、Dに対する未必の殺意の存在を認定している。

### A殺害
Dを刺して洋間に移した後、Sは柳刃包丁を食器棚のカウンター上に隠した。Dを殺害してから15分後、7時過ぎになってEが保育園のマイクロバスでマンションまで送られてきたが、誰も迎えにこなかったため、保育園の職員が806号室までEを送り届けた。その際、Bがドアを開けてEを部屋に入れていた。その後、SはBに命じて夕食の準備をさせると、B・Eとともに3人で食事を摂った。食後、SはEを既に絞殺されていた祖母Cの部屋に追いやり、テレビを観せた。その後、Eは眠りに就いた。
一方、SはBからAの帰宅が23時ごろになることを聞き出すと、Aの帰宅を待って金品を奪うことを決め、その間にBを強姦して気を紛らわせようと考えた。21時20分ごろ、Sは居間でBに柳刃包丁を突きつけ、「服を脱げ」などと脅したが、目の前でDを殺されて恐怖していたBはうまく手が動かず、服を脱げなかった。このため、SはBのワイシャツの襟を引っ張ってボタンを引きちぎるなどの暴行を加え、全裸になった彼女を寝室のベッド上に寝かせると、自分も全裸になって覆いかぶさり、Bを強姦した。このように、家族を惨殺されて恐怖に打ち震えるBをその場で強姦するという犯行に至った当時の心境について、Sは鑑定書で「自分としては、時間潰しというか、気分転換というか」と説明していた。
しかし、Aは予想より早い21時40分ごろに帰宅した。当時、Bを強姦していたSは、慌ててBの身体から離れて台所に行き、衣服を身に着けると、再び柳刃包丁を手に取って食器棚の影に隠れた。そして、居間に入ってきたAが、寝室のベッドで横になっていたBを見て「B、寝てんのか」と声をかけていたところ、SはいきなりAの左肩を背後から柳刃包丁で突き刺した。この時の刺し傷は、左肺下葉を貫通して上葉も損傷し、左脇窩部にまで突き出るほどの深い傷（創胴の長さ約15.8 cm）で、これだけでも十分致命傷になりうるものだった。
Sは負傷して動けなくなったAに対し、「俺はこういう者だ」と言って所持していた暴力団員の名刺を見せ、「ある記事が載って組が迷惑している。取材しただろう」などと因縁をつけた上で、「通帳でも現金でも、なんでもいいから300万円くらい出せ」と脅した。Aは当時、まだ母Cや妻Dが既に殺されていることを知らず、家族を守ろうと、Bに家の中から現金と通帳を集めてくるよう指示した。SはBが室内から集めてきた現金約16万円、C名義の郵便貯金総合通帳1冊（額面257万6,055円）および総合口座通帳1冊（額面103万1,737円）を強取した。しかし、Sはまだ満足せず、Aから「ルック」の事務所には別の預金通帳や印鑑があることを聞き、それらも奪おうと考えた。そのため、Bに「ルック」事務所へ電話を入れさせ、従業員の男性に対し「これから通帳を取りに行く」という旨を伝えさせると、翌6日0時30分ごろ、居間で動けずに横たわったままのAを残し、Bを連れて806号室を出た。Bの捜査段階における供述によれば、Aは当時、起き上がろうとしても起き上がれない状態であり、後にAの死体を解剖した木内政寛は、当時のAは瀕死で立ち上がることはおろか、会話することもできなかった状態と推定している。なお、806号室の階下の住民は5日23時ごろ、806号室から何回かドンドンという音がするのを聞いていたが、音はすぐに止んだため、特に不審には思わなかったという。
2人はエレベーターで1階まで降りたが、SはBを1階に残し、すぐに引き返すと、Aの肩胛間部右側を、柳刃包丁で1回強く突き刺した。これは、Aが警察に通報したりすることを防ぐ目的で彼を殺害することを決意したために取った行動であり、背中を突き刺されたAはまもなく失血死した。この刺し傷（創洞の長さ約12.7 cm）は、右肺の下葉を貫通して上葉も損傷し、さらに心嚢や大動脈後面をも刺切するほど深いものだった。
Aへの殺意について
Sは捜査段階では、「ルック」に出向く前にAの背中を刺した行為について、Dと同様に「死亡するかもしれないことを認識しながら、激情のままにあえて意に介さず、突き刺したのだと思う」という旨の供述をしていたが、弁護人は公判で「当時、Aに対する殺意はなかったため、強盗殺人罪ではなく強盗致死罪の成立にとどまる」と主張した。また、Sは「包丁で刺したらAが死ぬかもしれない」とまでは考えなかった旨を主張し、当時の状況について、「『ルック』に行くため、806号室を出て1階まで行ったところで、自動車の鍵を806号室に忘れてきたことに気づいて戻ったら、Aが居間で立ち上がって歩いていたので、警察への通報を恐れて刺した」と弁解しているが、Bは「自分（とS）が『ルック』に出掛ける直前のAの位置と、後に戻ってきたときのAの死体の位置は変化がなかった」と正反対の供述をしていた。
千葉地裁 (1994) は先述のようなAの状態や、後述のようにSが警察に通報されていないかBに様子を探らせていた点なども踏まえ、「Aが立ち上がっていたとのSの弁解は信用しがたい」と判示し、「Sは通帳の在処を聞き出して無用の長物になったAに対し、後顧の憂いを断つために『とどめ』を刺すべく、確定的殺意を持ってAの背中を包丁で突き刺した」と認定している。

### 会社の通帳を奪う
その後、Sは柳刃包丁を再びカウンターの上に戻し、Bをクラウンに同乗させ、「ルック」の事務所があった市川市行徳駅前のビル（座標）に向かった。0時40分ごろ、SはBに「人がいるんじゃあヤバイから、俺待ってるから、行って来い」と命じ、Bを1人で事務所（同ビル204号室）に行かせた。Bは、事務所内で寝泊まりしていた従業員の男性に「ヤクザが来ていて、お父さんの記事が悪いとお金を取りに来ている」「お金が必要だというので私がとりにきた」と告げ、事務所内から預金通帳7冊（額面合63万5,620円、「ルック」およびA・Dらの名義）と印鑑7個を持ってSの待つクラウンまで戻った。この間、Bは約20分間にわたって事務所内に滞在していたが、従業員から「大丈夫か」と聞かれると、「うん」と答え、助けは特に求めていなかった。一方、Sは階下のファミリーマートでパンを買っており、その後事務所に来て、会社関係者の前で「Bちゃん」とBの名前を呼び、友人のように振る舞っていた。

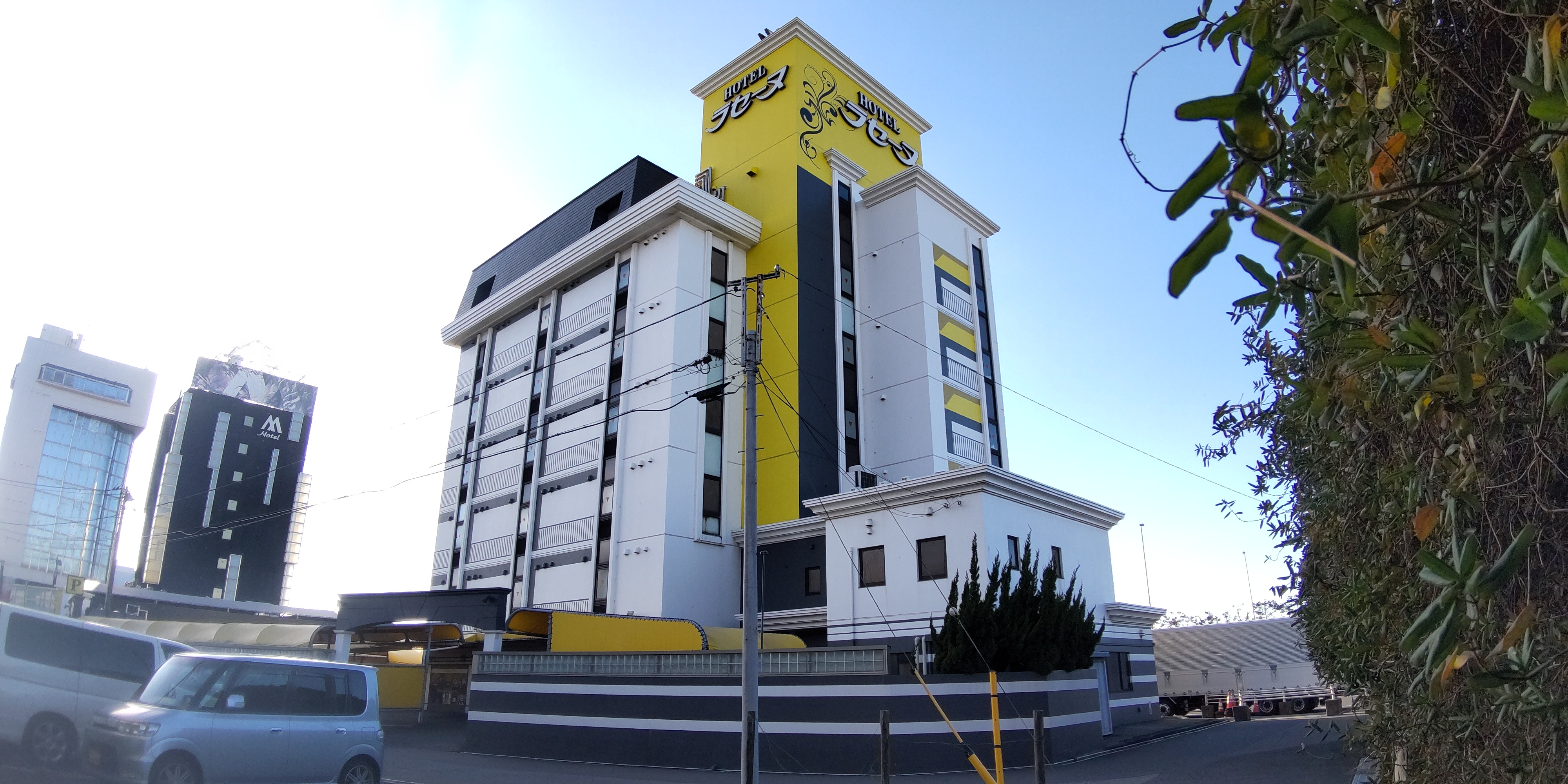
SがBを連れ込んだラブホテル「ラ・セーヌ」（市川市塩浜三丁目）。

SはBが持ってきた通帳類や印鑑を受け取ると、Bを連れ、ラブホテル「ラセーヌ」（市川市塩浜三丁目、座標）に行き、ホテル501号室で一夜を過ごした。Sはそこでも4時間近くの睡眠を挟んで、2度にわたりBを強姦し、Bに電話で、「ルック」の従業員が警察に通報していないか様子を探らせていた。一方、Bの行動を不審に思った従業員は近くの交番に連絡し、1時30分ごろ、警察官とともに806号室に出向いた上で、部屋のドアを叩いたり室内に電話をかけたりした。しかし、この時は部屋の照明が消えており、応答もなかったため、署員は不在と思って引き揚げた。

### E殺害
その後、SとBは6日6時30分ごろ、クラウンで806号室に戻った。Sはしばらく時を過ごしていたが、寝室で寝ていたEが目を覚ましたため、彼女がもし両親の死を知って泣き叫んだりすれば、近隣の住人にそれまでの犯行が察知されると危惧。その発覚を免れるため、Eを殺害することを決意し、同日6時45分ごろ、カウンターから柳刃包丁を持ち出して右手に持ち、寝室に入った。そして、自分に背を向けて座っていたEに近づくと、Eの背後から顎を左手で押さえつけた上で、背中から包丁を突き刺した。包丁はEの右肺の下葉、中葉、上葉を貫通し、刃先が右胸まで突き抜けた。Eは「痛い、痛い」と苦しみもがいたが、Sはそれを意に介さず、Bに対し「妹を楽にさせてやれば。首を絞めるとかいろいろな方法があるだろう」などと言い放った。しかし、Bは硬直して動けず、Sは痛みで泣き叫ぶEの首を絞め、Eはまもなく失血死した。この犯行の前後、Sは806号室の電話を使って友人に電話をかけ、とりとめもない話に興じていた。
6時50分ごろ、Bは寝室でSを「どうして妹まで刺したの。何でこんなことするの」などと責めたが、Sはこれに逆上し、柳刃包丁でBの左上腕部と背中を切りつけ、全治2週間の怪我を負わせた。Bはこの前後、高校で同じクラブに入っていた近所に住む同級生の少女宅に「今日は休む。部室の鍵を持っていけなくてごめんね」と電話していた。
Eへの強盗殺人罪の成否について
検察官はEを刺した行為について、強盗殺人罪の成立を主張した。その根拠として、「ルック」へ行く前に806号室で集めておいた小銭類を同室に残したままだったことを「現場に再び戻ることを予定しての行動」と指摘し、「強盗の犯行を完遂するために現場に戻ったものにほかならない」とした上で、殺害動機もEが騒ぐことで、それまでに犯した強盗殺人などの犯行が発覚することを恐れたためであることなどを主張した。また、S自身も捜査段階で「小さい子供は声が高いので、父親や母親が死んだとわかれば騒ぐだろう。そうすれば、隣り近所の人にも子供の泣き声が聞こえてしまうと思い、『もう死んでしまっても仕方がない』と思って刺した」という旨を供述し、公判でも「静かにさせないと近所に声が漏れて人が来てはいけないと思った」という旨を供述していた。
一方、弁護人らは「Eを包丁で刺した時点では既に強盗行為は終わっていた」として、強盗の犯意を否定した。また、Eを突き刺した際の殺意も確定的ではなく、「DとAがそれぞれ死亡していることを知って愕然とし、精神的に完全に混乱しきっていたところ、Eに声を出されて狼狽のあまり、Eを静かにさせようととっさに必要以上の方法を用いてしまった」という趣旨の弁論を展開し、単純殺人の成立にとどまると主張した。
千葉地裁 (1994) は犯行態様や各種証拠を吟味し、弁護人の「殺意は未必のものにとどまる」という主張を退け、「Eの泣き声により、自身の一連の強盗殺人などの犯行が外部に知られることを恐れ、確定的殺意を持ってEを刺殺した」と認定した。しかし、Sはマンションから離れた「ルック」事務所からBが持ってきた通帳や印鑑を奪って以降、それ以上金品を物色する行為に出ず、「ラセーヌ」で一夜を過ごしてから806号室に戻ってからも新たに金品を物色するなどの行為をしていなかったことから、「Sの強盗殺人行為は、遅くとも『ルック』事務所にあった通帳・印鑑を奪った時点ですべて終了したとみるべきである。そのため、Eへの殺害行為は一連の犯行の発覚を阻止するため、新たな犯意に基づいて行ったものである」と指摘。「一旦強盗殺人の行為を終了した後、新たな決意に基づいて別の機会に他人を殺害したときは、右殺人の行為は、たとえ時間的に先の強盗殺人の行為に接近しその犯跡を隠ぺいする意図の下に行われた場合であっても、別個独立の殺人罪を構成し、これを先の強盗殺人の行為と共に包括的に観察して一個の強盗殺人罪とみることは許されない」と判示した最高裁の判例［1948年（昭和23年）3月9日：第三小法廷判決］を引用し、「Eに対しては強盗殺人罪ではなく、単純殺人罪が成立する」と認定した。

## 捜査
Bが深夜に訪問してきたことを不審に思った「ルック」の社員は、6日7時30分ごろへ806号室に電話をかけたが、応対したBは「おはよう」と言ったきり、そのまま電話口で押し黙ってしまった。しかし、「脅している奴が部屋にいるのか」と尋ねるとうなずいた。Bの対応が不自然だったため、葛南警察署行徳駅前交番に届け出た（2度目の通報）。そして、社員とともに806号室を訪れた警察官が玄関のチャイムを鳴らしたが、玄関は施錠されていて開かず、呼び掛けても反応はなかった。そこで、ベランダに回って内部に呼び掛けるなどしたところ、Sは冷蔵庫の上に置いてあった文化包丁を取ってBに持たせ、「俺を脅しているように持て。俺逃げるから」などと言い、Bが犯人であるかのように仮装した上で逃走しようとした。この時、Sは「俺に殺されたいか、それとも一緒についてくるか」とBを脅迫して包丁を持たせようとしていた。しかし、Sは室外に出てエレベーター前まで逃げたものの、警察官3、4人との格闘の末に取り押さえられ、現場へ連れ戻された。これは9時30分ごろのことで、掃除のために8階を訪れたマンションの清掃人が、「俺は何もしちゃあいない」と叫びながら警察官たちに取り押さえられ、部屋に連れ戻されるSと、保護されて部屋から出てきたBの姿をそれぞれ目撃している。現場は血の海になっており、殺人現場を見慣れている捜査一課の幹部でさえ「あまりにもすさまじい現場。目を覆いたくなる残忍な事件だった」と形容するような惨状だった。
Sはナイフを所持していたことから、銃刀法違反の現行犯で逮捕された。千葉県警察捜査一課と所轄の葛南署は殺人事件として捜査を開始し、同日夕方、捜査本部を設置した。しかし、Sは逮捕された当初の取り調べでは、一連の犯行を全面的に否認し、「Bとは昔からの友人で、コンサートなどにも行ったことがある」「女友達のBから急いで部屋に来るように電話があったので、A方（806号室）に行ったら、一家4人が殺害されていた」などと主張した。一方、Bはショックのためか何も話せず、県警は2人を友人と判断し、報道機関に対しても「長女 (B) と男友達 (S) から事情聴取している」という趣旨の発表をした。その理由について、広報した県警の幹部は「（当初は）SとBの供述が食い違い、（Sの）単独犯とは即決できなかった」と述べている。このような「Bも事件に関与しているのではないか」という予断は現場で取材を行っていた新聞記者や、新聞社・テレビ局にも伝播する形となり、6日付の新聞夕刊の一部や、テレビニュースでは「長女・男友達から事情聴取」という形で報じられた。
しかし同日夜、Sは一転して犯行を認める供述をした。これは、捜査本部がSの供述の真偽を丹念に調べた末、Sの「Bとは女友達」という供述を虚言と突き止めたことによるもので、同本部は同日21時30分に行われた記者会見で、報道機関向けに「Sの単独犯」と発表した。この時点ではまだSへの逮捕状は請求されておらず、令状請求以前に記者会見を行うことは異例だったが、これはSの単独犯（＝Bは完全な被害者であること）が判明したことから、報道陣の誤解を解こうとした県警側の配慮によるものだった。同本部は同日深夜、強盗殺人容疑でSの逮捕状を請求し、翌7日0時30分すぎ、Sを逮捕。この時、捜査本部は当初の逮捕容疑である銃刀法違反容疑について、いったん釈放の手続きを取った上で、Sを改めて強盗殺人容疑で逮捕した。
ねじめ正一は、Sの単独犯が発表されるまで、Bが警察から報道機関向けに「養女」と発表され、報道でも単に「長女」ではなく「養女」と報じられていた点について言及し、そのような発表や報道は「Bが『両親は自分より、実の子（妹E）を可愛がっている』と僻み、悪い男友達と付き合った末に事件に至った」という筋書きを連想させるものであり、読者に対しても予断を植え付けたとして、当時の県警やマスコミ報道を強く批判している。また6日昼の時点では、当時Bが通学していた高校にも当時の警察発表により予断を持った取材が相次いでおり、Bの担任教諭はこのことについて、「警察の発表があったにせよ、各社が〔Bを〕犯人扱いした質問をしてきた」と憤慨していた。このように、県警や報道機関の間に、事件やBに対する予断があったことを踏まえ、『朝日新聞』は事件解決後、Bが被害者であることを明確にする目的で、自社による報道内容を検証する記事を制作し、全国版および千葉版の地方面に掲載している。『中日新聞』は、同月12日に開かれた被害者4人の葬儀で、喪主のBに代わって挨拶した親類代表の「学識者、マスコミが中心になってこんな惨劇が二度と起こらないように努めてほしい」という言葉について「マスコミに厳しい課題を残した」と言及している。

### 起訴まで
捜査段階で、今津清（医師）がSの心身鑑別を、原淳（医師）が簡易鑑定をそれぞれ行った。今津はSについて「精神分裂病の罹患は否定でき、薬物濫用による精神病又はそれに等価の状態は認められず、爆発性、情性欠如及び意志の持続性欠如を要素とする人格障害を認める」という趣旨の診断を下し、原も「意識清明で知能低下も認められず、感情の表出及び疎通性も比較的良好であるが、意志欠如、軽佻、抑鬱、情性稀薄、気分易変等を呈し、これが性格の異常に基づくものであれば、情性欠如型、意志欠如型、爆発性精神病質であって完全責任能力が認められるが、被告人は高校中退前後から性格変化を来していて、精神分裂病の欠陥状態、前駆状態、同疾患の辺縁型等の疑いもなくはなく、更により詳細な鑑定が必要である」という診断を下した。
当初の勾留期限は3月27日までだったが、千葉地検は同月26日から、約半年間にわたって鑑定留置し、筑波大学教授の小田晋による精神鑑定（小田鑑定）を受けさせた。小田は原による診断結果を踏まえ、Sに対する検査や面接を行った上で、「正常な知能を有する反社会性人格障害の診断基準にほぼ合致する爆発性―冷情性精神病質者であるが、犯行当時も現在も精神病またはそれに等価の状態に陥ってはいないし、器質的精神障害の存在も認められない。意識状態は終始清明であった。従って犯行当時事理を弁識し弁識に従って行為する能力を喪失していなかったし、著しく障害された状態にあったということはできない」（＝Sは事件当時、心神喪失や心神耗弱の状態ではなかった）という所見を示した。
その結果を踏まえ、千葉地検は「Sはカッとなると歯止めが効かなくなるが、完全な責任能力があった」と結論を出し、同年10月1日付で「刑事処分相当」の意見書を付け、Sを強盗殺人・傷害など5つの容疑で千葉家庭裁判所へ送致した。その後、Sは4回にわたる少年審判を経て、千葉家裁（宮平隆介裁判官）から千葉地検へ逆送致され（同月27日付の決定による）、11月5日には一家殺害事件と江戸川事件に関して、強盗殺人・傷害など5つの罪で千葉地方裁判所へ起訴された。そして1993年（平成5年）2月17日には、中野事件・河原事件・岩槻事件に関しても、傷害・恐喝・窃盗など4つの罪で追起訴した。

### 当時のSの心境
少年法第51条は事件当時18歳未満の少年に対する死刑適用を禁じており、そのような少年が死刑相当の罪を犯した場合は無期刑に処すことを規定しているが、Sは当時19歳だったため、その適用外だった。実際、19歳で連続ピストル射殺事件を起こした永山則夫は1990年に最高裁で死刑が確定しており、また1989年には名古屋地裁が名古屋アベック殺人事件の犯人である少年たちに対する判決公判で、主犯格の少年（事件当時19歳）を死刑に、殺害実行犯の少年（事件当時17歳）も「死刑相当」とした上で無期懲役に処する判決を言い渡していた。なお、17歳少年は第一審で無期懲役が確定した一方、19歳少年は1996年に控訴審（名古屋高裁）で無期懲役の判決を言い渡され、確定している（後述）。
しかし、当時のSは後に論告求刑で実際に死刑を求刑されるまで、自分が死刑になることは考えておらず、逮捕直後も「ああこれで俺も少年院行きか」程度にしか考えていなかった。これは当時、Sは少年法や刑事裁判の仕組みについて、「経験したことのある悪友や、先輩達の武勇伝から知るほかなく、それもどこまでが正しいのか、わからないまま鵜呑みにして格好いいなんて思って」いたことや、死刑についても「一度殺人を犯しておきながら、刑期を終えてから、あるいは仮釈放中に懲りずにまた同じ過ちを犯すような、どうしようもない、見込みのない連中の受ける刑罰」「少年院どころか、一度も留置場へ入ったことがない自分（前科もない者）に、いくら殺人という大罪を犯したとはいえ、一発で社会復帰や更生の機会すらあたえられないはずはない」という考えを抱いていたことが原因だった。また、本事件の3年前に残忍な少年犯罪として世間を震撼させた女子高生コンクリート詰め殺人事件（1989年1月発生）の犯人である少年4人が、最高でも懲役20年の刑にとどまっていたことも、このような考えに影響しており、Sはコンクリート事件の犯人たちと自身を比較して「まだ俺のほうが長期間ではないし、凶器ひとつ持っていないのだから、まだ頭の中身もまともだ」とまで考えていた。
そのため、Sは中野事件については「どうせつかまるのなら学生の頃、昔から好きだった娘にしておけばよかった」という筋違いな後悔をしていた。また出所後に備え、面会に訪れた母Yに頼んで、高校時代に使っていた教科書・参考書・辞書などを差し入れさせていた。結局、Sは後に死刑判決を受けたが、上告中に永瀬から「もし20歳だったらこのような犯罪は起こさなかったのか」という旨の問い掛けをされた際には、「絶対やらなかった、とまでは言い切れないものの、きっかけとなったその前の傷害事件や強姦事件の段階でさえ出来なくなっていたでしょうから、それ以降の雪ダルマ式に発生した殺人へも発展しなかったと思うのです」と述べた上で、周囲の不良仲間たちが19歳と20歳を明確に分けて行動し、20歳になってからは一転して非行を改めていたことを挙げ、自分は事件当時少年だったために後先考えずに犯罪に走った（＝成人後は軽微な犯罪でも実名報道されるため、それが抑止力になった可能性がある）という旨の自己分析を述べている。また瀬口晴義宛の手紙では、「いちいち『少年法〜』とか『死刑にならない〜』とか考えながら事件を起こすなら、もう少し頭を使って、指紋が残らないように軍手の一つもはめますよ。高校も満足に行っていないような者に、少年法の中身を丁寧に教えてくれる人がいると思いますか」と述べていたほか、神戸連続児童殺傷事件（1997年）で少年法改正論議が沸騰した際には「大人と同じように処分することにして、いじめや恐喝、リンチ殺人がなくなると思いますか。きっと変わらない。それどころか、これまで以上に陰湿なやり方が増えることになるだけだと思います」と述べ、少年法を改正して少年犯罪を厳罰化しても、衝動的に罪を犯す少年に対する抑止力にはならないという考えを示していた。

### 判決前の死刑制度を取り巻く社会状況
一方で本事件の裁判が進行していた1990年代当時、世界的には死刑廃止の風潮が強くなっており、国連総会で「死刑廃止条約」が採択される（1989年12月15日）、1993年10月に国連規約人権委員会が日本に対し死刑廃止を勧告するなどの動きが見られた。アムネスティ・インターナショナル日本支部の調査によれば、1995年（平成7年）には死刑廃止国（事実上の死刑廃止国を含む）が100か国に達し、初めて死刑存置国（94か国）を上回っていた。日本でも1989年11月10日の死刑執行（後藤正夫法務大臣）以降、3年4か月間にわたって死刑執行がなされておらず、過去にイギリス・フランスが長期の死刑執行停止を経て死刑廃止に至った経緯があったことから、死刑廃止を求めるグループの間でも、「廃止の日は近い」という機運が高まっていた。また1993年9月には、最高裁の大野裁判官が補足意見として「死刑制度の前提となる事実に重大な変化が生じていることに注目すべきである」として、最高裁としては死刑合憲判決（1948年）以来48年ぶりに死刑制度に言及し、1994年4月には国会内で憲政史上初めて「死刑廃止議員連盟」が結成されるなど、死刑廃止に向けた社会的な動きが活発化していた。
そのような事情から、少年法に詳しい弁護士の秋山昭八や、井戸田侃（立命館大学教授）は、それぞれ本事件についても死刑適用は難しいという所感を述べていた。一方で板倉宏（日本大学教授）は、本事件は単独犯で殺害人数も4人と多いことから、悪質性はコンクリート事件より高く、永山の事件と同等である旨を指摘し、死刑が適用される可能性を指摘していた。なお、1992年12月12日に法務大臣として就任した後藤田正晴が「このままでは法秩序が維持できない。（死刑を執行しなかった法務大臣は）怠慢である」として、死刑囚3人の執行命令を発したことにより、1993年3月26日に3人の刑が執行されたが、坂本敏夫は本事件が死刑執行再開のきっかけになった可能性を指摘している。

## 刑事裁判

### 第一審
第一審における事件番号は、平成4年(わ)第1355号。審理は千葉地方裁判所刑事第1部に係属し、神作良二裁判長と、井上豊・見目明夫の両陪席裁判官が審理を担当。公判は初公判から結審（最終弁論）まで10回、判決公判も含めると11回にわたって開かれた。
Sの弁護人は奥田保（主任弁護人）と、桑原慎司の両弁護士が担当した。2人はそれぞれ司法修習生同期かつ、元裁判官で、奥田は検察官から裁判官を経て、1992年3月まで甲府地裁刑事部で裁判長を務めていたが、退官の前年に2つの少年事件（学生2人による連続放火事件と、浪人生による両親刺殺事件）を扱ったことをきっかけに、「もっと話を聞きたい。何が彼らをそうさせたのか知りたい」「少年たちと直接触れ合いたい」と考え、退官後に弁護士になった。そして、Sの母Yの知人を通じて引き受けた本事件が、弁護士としての初仕事だった。
『千葉日報』 (1994) は、第一審の公判におけるSの様子について、「心境を吐露することなく、裁判の進行をひとごとと受け止めているかのような姿勢に終始した」と評した上で、被告人質問で相手からの質問内容について「（相手が死んでも構わないと思ったか？という問いかけに対し）そう思ったかもしれません」「（殺意は）そう言われればあったかもしれません」などといった受け答えをしていたことについて言及し、「供述はほとんど相手任せだった」「自分の言葉で心の奥を語ることはなかった」と報じている。

#### 初公判
1992年12月25日に千葉地裁刑事第1部（神作良二裁判長）で第一審の初公判が開かれ、罪状認否で被告人Sは起訴事実を認めたが、以下のように殺意などに関して争った。
| 被害者 | 検察官の主張 | 検察官の主張 | Sおよび弁護人の主張 | Sおよび弁護人の主張 |
| 被害者 | 罪状         | 殺意の有無・程度 | 殺意の有無・程度 | 罪状                |
| ------ | ------------ | --- | --- | ------------------- |
| C      | 強盗殺人罪   | 確定的な殺意があった | Cから唾をかけられたことに逆上して首を絞めた。殺意は確定的ではなく、未必にとどまる（Cへの殺意）                                          | 強盗殺人罪          |
| D      | 強盗殺人罪   | 未必の殺意があった | いずれも殺意はなく、刺したら死ぬとも思っていなかった（Dへの殺意、Aへの殺意）。（弁護人）Dを刺した行為は、金品を強奪する目的ではなかった | 強盗致死罪          |
| A      | 強盗殺人罪   | いずれも確定的な殺意があった。 E殺害前にいったん現場を立ち去ってはいるが、その際も現場に戻ることを想定しており、実際にそれまでに集めた小銭類は現場に残したままだった。殺害動機も、それまでの強盗殺人などの発覚を恐れたもので、強盗殺人罪が成立する（Eへの強盗殺人罪成否） | いずれも殺意はなく、刺したら死ぬとも思っていなかった（Dへの殺意、Aへの殺意）。（弁護人）Dを刺した行為は、金品を強奪する目的ではなかった | 強盗致死罪          |
| E      | 強盗殺人罪   | いずれも確定的な殺意があった。 E殺害前にいったん現場を立ち去ってはいるが、その際も現場に戻ることを想定しており、実際にそれまでに集めた小銭類は現場に残したままだった。殺害動機も、それまでの強盗殺人などの発覚を恐れたもので、強盗殺人罪が成立する（Eへの強盗殺人罪成否） | 未必の殺意にとどまる。Eを殺害するまでに強盗行為は終わっており、その時点では既に強盗の犯意はなかった（Eへの強盗殺人罪成否）              | 殺人罪              |

判決では結果的に、殺意とC・D・Aの3人に対する殺害行為に関しては全面的に検察官の主張が採用された一方、妹Eへの殺害行為に関しては弁護人の主張が一部認められ、強盗殺人罪ではなく殺人罪の成立が認定された。

#### 再度の精神鑑定申請
第2回公判（1993年3月3日）ではまず、2月に追起訴された3事件（中野事件・河原事件・岩槻事件）について罪状認否が行われ、Sはほぼ起訴事実を認めた。次いで、検察官が冒頭陳述を行い、生い立ちから犯行動機、そして犯行の全貌を明らかにした。当時、弁護側は「精神鑑定を再度申請することはない」として、責任能力については争わず、情状（Sの反省の態度など）の立証に尽くす方針を表明していた。このため、次回の第3回公判（5月19日）では証拠調べや被告人質問を行い、次々回（同月29日）に弁護側の情状立証を行った上で、6月21日に論告求刑公判を開き、同月中にも結審する見通しだった。
しかし、弁護側は5月初旬までに一転して、再度の精神鑑定を求める方針に転換し、第3回公判で「犯行時のSの態度や経緯は常人の理解を超えたものであり、事件の重大性を考えると、再度、（犯罪心理学的観点から）Sの心身の鑑定を行う必要がある」と申請した。これに対し、検察官は「新たな鑑定は必要ない」と反対意見を表明したが、裁判官3人による合議を経て、神作裁判長は「これまでに精神医学的鑑定から鑑定は十分に時間をかけて行ってきたが、犯罪心理学から見たSの精神状態を見る意味でも鑑定を実施する」として、再度の精神鑑定を行うことを決定した。結審間近の公判中に、起訴前とは別の視点から再度の精神鑑定が行われる展開は異例のものだった。その後、被告人質問でSは被害者への殺意を一部否定する供述をした一方、「なぜこんな事件を起こしたのか」という質問に対しては「短絡的でした」と述べていた。
その後、第4回公判（同年11月22日）で後述の「福島鑑定」の結果が提出された。1994年（平成6年）1月31日に開かれた第5回公判では、Yが弁護側の証人として出廷したほか、Sへの被告人質問が行われ、Sは「犯行時は自分の行動が理解できなかった。今は拘置所内で聖書を読むなど心を落ち着かせている」と話した。また、第6回公判（2月23日）、第7回公判（3月14日）でも被告人質問が行われ、Sは犯行に至る経緯などに関する質問で、当初は空き巣目的であり、計画的な犯行ではなかったことなどを強調した。

##### 福島鑑定
第3回公判で弁護人の申請が認められたことから、約半年にわたり、福島章（上智大学心理学科教授）が2度目の精神鑑定（福島鑑定）を実施した。この鑑定結果は、Sが事件当時少年で、脳の発達・人格形成ともまだ成熟途上にあったことなどに着目し、「被告人の本件犯行時の精神状態は、刑事責任能力論において心神耗弱であるとまで断言することは困難であるとしても、少なくとも同情すべき事情（情状）を形成していると考える」という見解を示したものだった。弁護側は当時、福島鑑定を「情状面では有利な資料」と評価していた。福島は専門誌『精神療法』第21巻第2号（#参考文献を参照）で、「青年期事例の研究」と題して本事例と自己の鑑定結果を披瀝している。
福島鑑定は、Sの責任能力については起訴前に実施された小田鑑定と同じく「Sに精神病の兆候はなく、刑事責任は問える」としたものの、Sの鑑定当時の精神状態を「爆発性精神病質者または類てんかん病質者」と位置づけ、事件当時の成人状態についても「現在（＝鑑定当時）と同じ爆発型精神病質者であって、その各犯行には類てんかん病質者の両極的な特徴である爆発性と非流動性という特徴が認められるが、自己の行為の是非善悪を弁識する能力には障害がなかった。ただし、その認識に従って自己の行為を制御する能力（行動制御能力）はかなり低下していた。しかし、その低下が著しい程度にまで達していたかどうかは司法的な判断の問題であろう」と述べていた。
また、福島鑑定はSの母親YがSを妊娠していた間、流産予防のために約2か月間、黄体ホルモン（ヒドロキシプロゲステロン）を使用していた点に注目し、胎児期の大量の黄体ホルモン投与により、Sの脳が過剰に男性化された特質を持つようになった可能性を指摘した。Yは、自身が流産をしやすい体質で、Sを出産する以前に3回ほど妊娠したものの、いずれも流産していたため、Sを妊娠して以降は出産まで、毎週流産予防で有名な病院に通い、黄体ホルモン（商品名「プロルトン・デポー」）の注射を受けていたこと、内服薬「チラージン」（乾燥甲状腺粉末製剤）を1日3回服用していたこと、妊娠5か月で子宮口を結紮する手術を受けていたことなどを証言し、福島はそれらの「脳の男性化」や、Sの尿酸血中濃度が高い点（母方からの遺伝と思われる）といった要素が、Sの爆発性や攻撃性の原因となっていた可能性を指摘した。そして、「脳波学的にいえば、暴力行為と関連することがわかっている被告人の前頭部徐波は加齢と共に消失するから、中年期以降は被告人の攻撃性もより制御が容易になることが考えられる」として、Sの攻撃性は年齢を重ねることで矯正できるという可能性も示唆した。
しかし、尿酸血中濃度が高いという体質が、強い攻撃性の原因となることを実証する例はなかった。また、当時は胎児期に大量の黄体ホルモンを投与された子供が攻撃的な性格になることを立証する証拠も提出されておらず、弁護人らによって提出された文献・資料には、ヒドロキシプロゲステロンを妊婦に投与した場合、出生した男子が男性らしい関心を示さない傾向がある旨の報告も紹介されていたほか、福島鑑定自体もその点に関して、「もともと男性である胎児が大量の男性化ホルモンに曝されても、単に量的に男性化ホルモンが増加したに過ぎないのであって性器の形成の異常は起こらないし、脳が過剰に男性化されるかの点についても心理的に多くの点で正常の男性と変わらず、攻撃性が有意に強いとはいえないという観察がある」と指摘していた。千葉地裁 (1994) は以下のように、Sの血液中の尿酸やテストステロン（代表的な男性ホルモン）の濃度が、いずれも正常値に比して著しく高かったわけではない点を指摘し、福島鑑定を根拠とした「Sは心神耗弱状態」という弁護人らの主張を退けている。
|                    | 正常値                                              | 小田鑑定         | 福島鑑定                                                                       |
| ------------------ | --------------------------------------------------- | ---------------- | ------------------------------------------------------------------------------ |
| 尿酸血中濃度       | 小田鑑定：3.5 - 7.8 mg/dl 福島鑑定：3.8 - 7.5 mg/dl | 7.8 mg/dl        | 7.7 mg/dl                                                                      |
| テストステロン濃度 | 3.8 - 9.9 ng/ml                                     |                  | 3.6 ng/ml                                                                      |
| 脳波検査           |                                                     | 脳波は正常範囲内 | 傾眠時の前頭部に徐波が認められるが、少年時代に認められたてんかん性の異常はない |

なお、弁護人は小田鑑定について「小田は鑑定前、警察発表による新聞記事をもとに、週刊誌に『Sを死刑にすべき』という意見を発表していた（後述）ため、小田鑑定は予断偏見に基づくもので、信用性を欠いている」と主張したが、千葉地裁 (1994) は「小田鑑定はSに対する検査・面接を行った上で、専門家としての見解を示したもので、その内容に格別理論的な不整合はない」として、その主張を退けた。

#### 死刑求刑
1994年4月4日に論告求刑公判が開かれ、被告人Sは検察官から死刑を求刑された。事件当時少年に対する死刑求刑は、1989年1月、名古屋地裁で名古屋アベック殺人事件の主犯格になされて以来、約5年ぶりだった。
検察官は同日の論告で、被害者4人のうち3人の殺害について、犯行態様などから、確定的殺意と金品強取の目的で敢行されたものであり、強盗殺人罪が成立すると主張。その上で、事件当時のSの責任能力についても、2度の精神鑑定の結果を踏まえ、「完全な責任能力を有していた」と主張した。そして情状面では、動機が自己中心的であり、下見をするなど計画的に押し入ったことや、犯行態様も残忍・冷酷である旨を主張し、「天人共に到底許すことができないもの」として、情状酌量の余地は皆無で、刑事責任は極めて重大である点を強調。また、以下のように唯一生き残った被害者であるBの心情も交え、遺族の峻烈な処罰感情を表現した。
加えて、Sが本事件以前にも多数の粗暴犯行におよんでおり、粗暴性・犯罪性が極めて強く、矯正の余地がない旨や、真摯に反省悔悟しているとは到底認められない旨も挙げた。そして、母YがA一家の冥福を祈り、それ以外の被害者たちには誠意ある謝罪や金銭賠償をし、一部事件の被害者相手には示談も成立させている（後述）ことや、Sが事件当時19歳の少年だったことなど、Sにとって有利もしくは斟酌すべき情状も挙げた上で、「少年に対する極刑の適用はとりわけ慎重になされるべきだが、Sに一命をもって大罪を償わせることにより、今後このような凶悪犯罪が二度と起きないようにするための戒めとすることが、司法に課せられた責務」と結論づけた。
それまで「自分は死刑にはならないだろう」と考えていたSはこの時、永瀬宛の手紙でかなり強い衝撃を受けた旨を述べているが、一方で強い口調で論告を行った検察官たちに対し、皮肉や逆恨みの念も抱いていた。Sは死刑求刑後、監房を変えられ、シーツの使用やタオル・鉛筆の所持などを制限された。公判後、Sの弁護人を務めていた奥田は、記者会見で「意外な求刑だ」「被害者と遺族には申し訳ないと思うが、少年法の精神からみても厳しすぎる」と述べていた。

#### 最終弁論
同月27日、弁護人による最終弁論が行われる予定だったが、弁護側は新たに証拠調べを申請。千葉地裁もこれを認め、被告人質問と証拠調べを実施した。同日の証拠調べで、弁護人は小田鑑定の信憑性を否定する旨を主張したほか、死刑制度廃止へ向けた超党派の国会議員の連盟結成（前述）など、死刑制度のあり方を問う社会的な流れがあると主張した。
同年6月1日の公判で、弁護人による追加立証と最終弁論が行われ、第一審は結審した。
最終弁論で、弁護人はそれぞれ被害者4人への殺意を全面的に、もしくは一部否定する旨を主張したほか、事件当時のSの責任能力についても、福島鑑定を根拠に心神耗弱状態であったことを主張。また、情状面に関しては、Sが不遇な生育環境にあったこと、各被害者への示談成立や永代供養をしていること、母Yが遺族と対面し、事件後の苦悩を打ち明けるうちに「恨むだけでは解決にならない。恨み続ければその人の人生まで台無しになる。量刑は裁判所に任せる」という言質を取ったこと（後述）、死刑廃止は先進国際社会の常識で、死刑制度がある先進国は日本とアメリカ合衆国の一部の州だけであり、日本国内でも同年4月6日に日本の憲政史上初めて、現職官僚5人を含む「死刑廃止を推進する議員連盟」が発足していること、そしてSは事件当時19歳で、少年法で死刑適用が禁じられている年齢（18歳未満）とわずか1年1か月しか違わないといった点を挙げ、死刑回避を求めた。また、一家殺害事件前の各種犯罪については、被害者側にも落ち度（違法な行為や好ましくない行為、不注意など）があったことが発端となったことを主張し、B事件や、SとBが「ルック」に向かった際の出来事については、以下のような弁論を行った。

#### 死刑判決
1994年8月8日に判決公判が開かれ、千葉地裁刑事第1部（神作良二裁判長）は求刑通り、被告人Sを死刑とする判決を言い渡した。事件当時少年に対する死刑判決は、1989年6月、名古屋地裁が名古屋アベック殺人事件の主犯格に宣告して以来、約5年ぶりだった。同日、千葉地裁は主文宣告を後回しにし、1時間35分にわたって以下のような判決理由を読み上げた上で、11時43分に主文を宣告した。
強盗殺人罪の成否、殺意の有無に関する判断
被告人Sや弁護人は、DやAには殺意がなかった旨や、CやEへの殺意は未必にとどまる旨、そしてDやEを死亡させた行為については強盗目的ではなかった旨を主張したが（#初公判を参照）、千葉地裁はCが死亡するまで執拗に首を絞め続けたり、Dを刺した後の行動、一度刺されて瀕死状態になったAを再び刺して殺害したこと、Eを刺した際の言動などから、4人全員に対し殺意（Dは未必、ほか3人は確定的）があったことを認定。その上で、C・D・Aの3人を殺害した行為に関しては強盗殺人罪を適用したが、「Eを殺害した時点では既に強盗行為は終わっていた」という弁護人の主張を認め、Eについては殺人罪を適用した。

責任能力に関する判断
千葉地裁は、Sの事件当時の責任能力に関して、小田鑑定と福島鑑定、そして起訴前に実施された精神診断の結果を踏まえて検討。いずれの診断も、共通して「犯行時、事理を弁識し、その弁識に従って行動する能力（行動制御能力）を喪失していた（＝心神喪失状態だった）り、その能力を著しく障害された状態にあった（＝心神耗弱状態だった）りしたわけではなかった」という結論を示していたことを指摘した。また、福島鑑定が「Sの尿酸血中濃度や、胎児期に投与された黄体ホルモンが、Sの攻撃的な性格の形成に影響した可能性がある」と指摘した点についても、尿酸血中濃度が著しく正常値を超えていたわけではないことや、血中のテストステロン濃度が正常値よりむしろ低かった点などを挙げて退けた。そして、Sが小学生のころまでは攻撃的な性格ではなかったことや、中学生以降に暴力的傾向が顕著になってからも、「ときところを考え、相手を選んで暴力行為に出る傾向」があったことを踏まえ、「被告人の攻撃性は、それなりに意思のコントロールに服しているもののように思われるのである。このような情況的事実に照らしてみても、被告人が、弁護人らの主張するように生来的、器質的欠陥から生まれながらにして善悪の弁識に従って行動を制御することが著しく困難な状態にあったものとは到底考え難いというべきである」と指摘した上で、「Sが事件当時、心神耗弱の状態にあったことを疑わせる事情は全くない」と結論づけ、Sには事件当時、完全責任能力があったと認定した。
量刑の理由
そして、本事件前の数々の暴力的犯罪や、金欲しさから唯一遺されたBの目の前で家族4人を次々と惨殺し、その合間に現場で「気分転換」と称してBを強姦したこと、そして逮捕前後にはBに罪をなすりつけようとしたことなどを指摘し、以下のように犯行態様を非難した。
その上で、生き残ったBも事件から約1年5か月後の期日外尋問で、Sに対し極刑を望む旨を述べ、峻烈な処罰感情を示していることや、犯行の社会的影響の大きさ、事件前のSの行状が良くなかったことなどを指摘した。一方、Sが不遇な生い立ちにあったこと、判決時点でも21歳と若年で、改善更生の余地が全くないとはいえないこと、一応は反省の態度を示し、殺害した被害者の冥福を祈っていることや、Sの母YがB（接触を拒否）を除く被害者たちに誠意のある謝罪をした上で、所有していたマンションを売却するなどして金を工面し、それぞれ示談を成立させたり、休業補償・慰謝料を支払うなどしたほか、A一家の菩提寺に墓参の上、供養のため喜捨をするなどして被害者の冥福を祈っていたこと（後述）など、Sにとって有利な情状も列挙した。
また、弁護人らによる「死刑が人の生命を奪う極刑であり、その適用に当たっては被告人のために酌みうる諸事情を充分考慮に入れるべきであるのは勿論のこと、被告人のような可塑性に富む若年者に対する極刑の適用は特に慎重であるべきであって、死刑廃止はいまや世界的な趨勢になっていることをみれば、犯行時少年であり、その人格に改善更生の余地が認められる被告人に対しては、少年の健全な育成を期し、少年の性格の矯正と環境調整を目的にかかげ、一八歳未満の者の犯した犯罪について死刑の適用を禁止している少年法や同様の規定を有する児童の権利条約の精神などに照らしても、死刑を科すべきではない」という旨の主張に対しては、以下のように判示した。日本の死刑事件で、死刑制度をめぐる国内外の議論（前述）について言及された事例は、本判決が初であった。
その上で、以下のように最高裁が1983年（昭和58年）7月に言い渡した「永山判決」の中で示した死刑選択基準を引用し、
犯行態様が残虐・冷酷であること、身勝手な動機から何ら落ち度のない4人の人命を奪った結果の重大性、遺族の被害感情の峻烈さ、社会的影響の甚大さや、Sが事件前から多数の犯罪を犯しており、「凶暴性、反社会的性格は顕著である」ことなどについて言及した上で、「被告人の刑責は誠に重大というほか」ないと指摘。さらに、Sは当時19歳の年長少年で、身体的には十分発育を遂げ、知能も中位で、結婚していたことから民法上は成年に達したとみなされる立場だったことや、酒・タバコを常用するなど、生活習慣は成人と変わらなかったことなども考慮し、「被告人のために酌みうる諸事情を十分考慮に入れ、併せて死刑の重大性にさらに思いを致してみても、被告人に対しては、罪刑の均衡の見地からも、一般予防の見地からも、偶発的犯行と認められる〔C〕に対する強盗殺人罪については別として、〔D〕、〔A〕に対する強盗殺人罪及び〔E〕に対する殺人罪に関し、極刑をもって臨まざるをえない」と結論づけた。
なお、Cへの強盗殺人罪については無期懲役刑、Bへの強姦致傷・強盗強姦については有期懲役刑を、それ以外の余罪についてはいずれも懲役刑を選択したが、いずれも刑法第45条で規定された「併合罪」の関係にあるため、実際に適用された刑は最も犯情の重いEに対する殺人罪の刑（死刑）と、押収してあった折りたたみ式ナイフ1丁の没収のみで、それ以外の刑は科されなかった。
弁護側は判決を不服として、同日14時30分に控訴を申し立てた。Sは永瀬宛の手紙で、死刑判決を受けたことで初めて、被害者たちの心情を理解した旨を述べている。
死刑制度廃止議員連盟（会長：田村元）は同日、二見伸明事務局長名義で以下の声明を発表した。

### 控訴審
控訴審における事件番号は、平成6年(う)第1630号。審理は東京高等裁判所第2刑事部に係属し、神田忠治裁判長と、小出錞一・飯田喜信の両陪席裁判官が担当した。控訴審初公判は、1995年（平成7年）6月29日に開かれ、1996年（平成8年）2月6日に情状証人 (Y) の尋問、同月15日に被告人質問、3月19日に最終弁論が行われた。
控訴審では、第一審の私選弁護人2人のうち1人が辞任した一方、新たに中村治郎が弁護を担当し、第一審でも弁護を担当していた奥田と連名で控訴趣意書を提出した。その内容は、以下の3点である。
1. 殺意についての事実誤認の主張[24]
第一審でC・A・Eの3被害者に対する確定的殺意が、Dに対しても未必の殺意が認定された点についていずれも異を唱え、C・Eへの殺意は未必のものにとどまり、D・Aへの殺意はなかった（＝強盗致死罪にとどまる）旨を改めて主張[273]。中村は、SがCを殺害後、現場にあった包丁をすべて冷蔵庫の上に乗せ、被害者たちの帰宅を待ち伏せ、柳刃包丁で次々と帰宅した被害者を殺傷した（＝Sが包丁を手にすることに抵抗を示さなかった）ことに着目し、「凶器に対する親和性」「凶器を容易に使う性格」を持っているのではないかと考えた[274]。そこで、Yから話を聞き、「Sは事件前から鰻を捌いていたため、包丁を持つことに抵抗がなかった。また、周囲に『（包丁は）凶器にもなり得るんだから絶対人に向けてはいけない』と指導してくれる大人もいなかったため、容易に包丁を用いた殺傷行動に出たのではないか」という趣旨の論点を組み立て、控訴審での弁論に臨んだ[275]。
2. Sの責任能力についての事実誤認の主張[276]
弁護人は第一審と同じく、Sは「爆発型精神病質者、類てんかん病質者」であり、心神耗弱である旨を主張した[277]。そのため、東京高裁は新たに福島・小田両医師の証人尋問を行ったほか、福島が作成した精神状態鑑定書補充書と意見書、小田が作成した精神鑑定補足意見書および報告書、そして一般的な文献である黄体ホルモンの投与の影響などに関する論文などの証拠を調べた[276]。
弁護側は「心神耗弱」主張の根拠として、血中尿酸値が高いことや、前頭葉に高振幅徐波があることを挙げた[276]。また、胎児期に投与された黄体ホルモンの影響については、第一審で提出された福島鑑定に補足する形で、福島による精神状態鑑定書補充書を提出したほか、福島の証言も得たが、福島は第一審での「〔Sの〕行動制御能力は普通人に比べてかなり減退していたが、著しい減退といえるかどうかは司法的な判断の問題であろう」という見解からさらに踏み込んで、「〔Sの行動制御能力は〕著しい減退があった」と断言した。その根拠として、福島は原判決後にライニッシュの研究論文（胎児期に黄体ホルモンにさらされると攻撃性が強まるという趣旨）[注 39]の存在を知り、それを検討した結果、Sもそのような状態にあったことが十分に裏付けられたと主張した[276]。また、福島は第3回公判で、Sの犯行時の精神年齢について「12、3歳程度ではないか」と供述している[279]。
一方、小田は「胎児期に黄体ホルモンにさらされたことによる脳の男性化、攻撃的な性格の形成は、検証されているとはいえず、むしろ否定的な結論が出されている」という論文を引用した上で、Sは「爆発性・冷情性精神病質者」で、完全責任能力が認められるという第一審における主張を維持した[277]。
3. 量刑不当の主張 - 死刑は重すぎて不当であるという旨の主張[277]。

#### 控訴棄却判決
1996年7月2日に控訴審判決公判が開かれ、東京高裁第2刑事部（神田忠治裁判長）は原判決を支持し、被告人Sからなされていた控訴を棄却する判決を言い渡した。弁護側は判決を不服として、即日上告した。
殺意についての事実誤認の主張に対する判断
第一審判決を改めて検討したが、被害者たちの遺体の傷や、殺害行為の前後の行動などから、原判決の殺意に関する認定を全面的に支持し、弁護人らによる論旨を退けた。
責任能力についての事実誤認の主張について
東京高裁は、第一審で提出されていた証拠に加え、新たに行った事実取調べも踏まえた上で、原判決の「Sには完全責任能力があった」という主張を維持し、弁護人の「心神耗弱」主張を退けた。
その根拠として、弁護側が控訴審で提出したライニッシュの論文について、「（胎児期に投与された黄体ホルモンの影響により）攻撃性の増加が認められるかどうかという観点からの研究であって、その内容はあくまでも性格的な傾向を見るものにとどまり、行動制御能力自体の制約につながるかどうかの見地からの研究とは考えにくいものである。その上、攻撃性の増加があるとされる程度も、遺伝的負因等から生ずる性格の粗暴さの程度と比較するなどしているものではなく、通常の遺伝的負因に比べてその性格的偏りが異常に大きいという結果が出ているものではない、しかも、胎児期に黄体ホルモンの投与を受けた者はかなりの数に上ることが考えられるのに、その投与を受けたことにより行動制御能力が低下したとされる事例は、これまでに特に指摘されていない」と指摘。Sの血中尿酸値濃度が異常に高いとはいえないこと、脳波の傾向（前頭葉高振幅徐波）も粗暴犯や爆発的精神病質者によく現れる特徴に過ぎないことを挙げ、「証拠から認められる爆発性精神病質等の性格的な偏りに、（中略）総合考慮しても、これだけで被告人の行動制御能力がときに著しく減退することの可能性を肯定することはできない」と結論づけた
その上で、Sが本犯行時に取った行動などから、Sは自己より強い者に対しては衝動を抑制して大人しく振る舞う一方、弱い者に対しては粗暴・支配的に振る舞う（自分と相手の力関係次第で、自己の攻撃行動を区別・選択する）という傾向が存在することを認め、一家殺害事件の際も状況に対応した冷静な行動を取っていた点から、Sの行動制御能力は著しく減退していなかった（心神喪失ではなかった）と結論づけた。
量刑不当の主張について
一家殺害事件について、「罪質、動機、殺害の手段方法、殺害された被害者の数などに照らして、その罪責が誠に重大なものである」と判示した上で、強盗の動機に同情の余地はなく、殺人の動機も「邪魔になる者を排除する」という悪質極まりないものであることを指摘し、犯行態様について以下のように非難。本事件前から数々の粗暴な犯罪を繰り返していたことにも言及した。
一方、以下のようにSにとって有利な事情も列挙したが、それらを十分に考慮し、「死刑がやむを得ない場合における究極の刑罰であることに思いを致しても、その犯した罪の重大性にかんがみると、被告人を死刑に処するのは誠にやむを得ない」と結論づけた。
1. 犯行はいずれも事前の綿密な計画に基づくものではなく、偶発的な犯行としての面があること
2. 一家殺害事件については「当初から殺害が計画されていたわけではなく、その場の成り行きにより発展し、拡大していったものである」こと
3. Sは事件当時少年で、福島鑑定でも指摘されたように「年齢を重ねるにつれ、また今後の矯正教育により改善の可能性がある」こと、生育環境も「特に劣悪とはいえないにせよ、所論が指摘するように、両親の離婚等のために恵まれない面があった」こと
4. Sは獄中で後悔と反省の情を深め、Yら家族が贖罪のための努力をしていること

同年12月16日には名古屋高裁で、名古屋アベック殺人事件（2人殺害）の控訴審判決が言い渡されているが、同判決では犯行時19歳の少年だった主犯格の被告人が、死刑を適用した原判決（名古屋地裁：1989年6月28日）を破棄されて無期懲役を言い渡され、確定している。両判決とも年長少年による凶悪犯罪であり、「永山基準」に従って死刑選択の当否が検討されているが、『判例時報』 (1997) や宮澤浩一（中央大学教授）はこのように両事件において死刑選択の可否に関する判断を分けた可能性のある要素として、被害人数の違いを指摘している。上告審の弁護団も上告趣意書で、名古屋アベック殺人事件の判例を斟酌するよう求めているほか、本事件の凶器である包丁は永山事件で用いられた拳銃より殺傷力が相当低いこと、近年の第一審裁判所による死刑の宣告・執行の人数はいずれも減少傾向にあること、およびそのような死刑適用に慎重な傾向に言及した上で検察官の死刑求刑を退け、無期懲役判決を言い渡した判決例（1998年3月10日に那覇地裁が宣告した名護市女子中学生拉致殺害事件の第一審判決など）もあることなどを主張している。

### 上告審
上告審における事件番号は、平成8年(あ)第864号で、審理は最高裁判所第二小法廷（亀山継夫裁判長）に係属した。上告趣意書を執筆した弁護人は、奥田と中村、そして粕谷芙美子の3名で、その要旨は「死刑の違憲性」「重大な事実誤認」「量刑不当」の3点であった。
また、上告審から一場順子（死刑確定後も再審請求審でSの弁護人を担当）も弁護団に加わった。

#### 加藤鑑定
上告審の段階で、過去に名古屋アベック殺人事件の犯人少年らの犯罪心理鑑定を実施した加藤幸雄が、Sの犯罪心理鑑定を実施し、1998年（平成10年）8月15日付で「被告人〔S〕、犯罪心理鑑定書」を提出した。加藤は事件の未解明点として、Sにとって身近な生活圏での犯行であること、特段を計画・準備や証拠隠滅を図ることもなく同じ家に何度も出入りしたこと、逃亡を試みることなく現場に長時間滞在していたことなどを挙げた一方、「真相解明の手がかり」として、本人の人格形成上での多くの問題、家族間葛藤の強さ、自立と依存の間での心の揺らぎ、現実的問題解決力の弱さなどといった点に着目した。その上で、第一審・控訴審の判決や、それまでに3回行われていた精神鑑定の内容を批判的に検討しながら、Sの生育過程における親子関係や、人格形成の理解に重点を置いた鑑定を実施した。その結果、Sは事件当時、思い通りにならない現実に嫌気が差し、現実から遊離した世界に自由を求め、可愛がってくれた祖母の家の近くに住んでいた少女に幻想的な一体感を求め、その一体感を邪魔するものを排除（殺害）した……という、原判決の認定とは異なる事件の構図を推測した。
また、加藤は事件当時、SとBとの間に異夢同舟の特異な心理的関係が生じていた可能性も指摘している。その内容は、SにはBに対する加害者意識が乏しく、Bとのやり取りから彼女に親近感を覚え、「自分に寄り添って協力してくれる者と思い込んでしまっている」として、BがSの「潜在的共犯」出会ったとする内容であった。その根拠として、SがBの口から出た言葉で印象に強く残っていることとして「殺されても保険金は出るの」「父親はサラリーマンではないので、出社しなくても怪しまれない」という言葉を挙げていることや、Bが過去に母親Dや養父Aとの深刻な確執を抱えていたことを主張した上で、「たとえ意識の表層には出ないまでも、自己の父母殺害に関しては、被告人との『潜在的共犯』といってよいほどの被告人よりの意識が存したと推認され得る」という推論を展開している。

#### 弁論
2001年（平成13年）4月13日、最高裁第二小法廷（亀山継夫裁判長）で上告審の公判が開かれ、弁護側（弁護士6人）と検察官の双方による弁論が行われた。弁護側は、「Sは幼少期に父から虐待を受けていた」という新主張を展開し、家族機能研究所を主宰する斎藤学による精神状態鑑定意見書も提出。「Sは犯行時、行動制御能力が著しく劣った心神耗弱状態で、それを認定しなかった控訴審の判断は不当」という主張や、「Sは犯行時19歳1か月で、改善可能性が高い」という主張に加えて、懲役刑か高裁への差し戻しを求めた。一方、検察官は確定的な殺意や完全責任能力の存在を主張し、「死刑は正当であり、上告は棄却すべきである」と主張した。
また、弁論後に安田好弘が新たに弁護人として就任し、事実関係について全面的に争うべく、最高裁に弁論再開を申し立てたが、これは認められず、第二小法廷は同年11月13日付で、判決期日を同年12月3日に指定し、関係者に通知した。このため、安田は死刑確定前、Sと「とにかく生き延びよう、とことん生きるための闘いを続けよう」と約束していた。

#### 死刑確定
2001年12月3日に上告審判決公判が開かれ、最高裁第二小法廷（亀山継夫裁判長）は原判決を支持し、被告人S側の上告を棄却する判決を言い渡した。Sは判決への訂正を申し立てたが、2001年12月20日付の第二小法廷決定［事件番号：平成13年(み)第7号、平成13年(み)第9号］で棄却された。このため、同月21日付でSの死刑が確定した。
事件当時少年の被告人に言い渡された死刑判決が確定した事例（少年死刑囚）は、永山則夫（1990年に死刑確定）以来で、最高裁が統計を取り始めた1966年（昭和41年）以降では9人目だった。また、少年による死刑事件では死刑適用の判断が分かれる傾向が強いとされるが、本事件は第一審・控訴審・上告審と一度も死刑が回避されることなく確定する結果となった。

## 獄中におけるS

### 獄外の人間との交流

#### 永瀬隼介との交流
Sは上告中の1998年10月以降、収監先の東京拘置所で祝康成（後に筆名を「永瀬隼介」に変更）と面会を行うようになり、自身の半生や事件に至るまでの経緯、現在の心境などを詳細に書いた手紙も送った。Sはそれらの手紙の中で、両親や祖父Xに対する強い憎しみの念や、元妻aaへの思い、そして「犯人でなければ書けない、異様な迫力に満ちている」殺害現場の描写や、逮捕後もしばらくは自身の罪の重大さを認識していなかったこと（前述）などを書き綴っていた。一方、永瀬から5歳年下の弟（当時大学生）は自身のような犯罪を犯さず、真っ当な社会生活を送っていることや、自身よりさらに劣悪な環境で生まれ育っても正しく生きている人間もいることを指摘されると、「血のせいばかりではない」とその問いかけを肯定する旨を述べている。また、被害者の菩提寺の住職が、加害者である自身にも親身になって接していることについては、「ああいう人が親戚にいたら良かった」と述べている。
その一方で、二度にわたり死刑判決を受けて以降は獄中で被害者たちの冥福を祈るため、読経を繰り返しているものの、生き残ったBへの幸せを祈ることも含めて「自己満足のための儀式でしかない」と感じていることや、死刑が確定すればいつか必ずやってくる（しかし、いつやってくるかはわからない）死を獄中で待ち続けなければならなくなることに対する恐怖なども吐露していた。実際、1999年（平成11年）12月17日に、東京・福岡の両拘置所で死刑囚2人の刑が執行されたことを新聞報道で知った際には、面会時に祝に対し「眠れない」「この先も正気を保てるか自信がない」と明かすほど動揺しており、その日からしばらくは手紙を送ってこなくなった。また、永瀬は獄中のSだけでなく、祖父Xや、事件後にBを引き取った熊本在住の母方の祖母（Dの母親）、東北地方のAの実家にもそれぞれ取材し、1999年には『新潮45』6月号（新潮社）に本事件を題材としたルポルタージュを寄稿した。その後、2000年（平成12年）1月にはaaの行方を追い、フィリピンまで渡航した。そしてaaの実家を特定・訪問することに成功し、彼女の家族たちからもSの人となりなどを聞くことに成功したが、aa本人に会うことは叶わなかった。
このような永瀬とSの交流は、Sの死刑が確定する直前まで続き、永瀬はSに対し、Sが希望する本や、『新潮45』を定期的に差し入れていた。しかし、永瀬はやがて「自分の人生のすべてをなかったことにしたい」と語るSの真意を「理解不能」と断じるようになっていた。2000年初夏、永瀬は精神的な疲弊から自律神経失調症を患い、電車で帰宅する途中に駅のホームで倒れ、顎を強打したことで歯が砕け、3週間入院するほどの大怪我を負った。また、同年9月にはそれまでの取材結果をまとめた著書『19歳の結末 一家4人惨殺事件』をSに差し入れ、同月と10月にそれぞれ1回ずつ面会したが、その際にSが同書に書かれていた被害者遺族の怒りや悲しみに対する感想を述べるのではなく、事件前にフィリピンで起こした騒動について「嘘が書かれている」と文句を言ってきたことや、Bを「あなたの取材にもまともに応えない。とんでもない人間だと思いませんか」などと罵倒したことなどに強く失望し、「愛する娘と四歳の孫を刺し殺された〔母方の〕祖母の地獄の日々に思いを馳せることのできないこいつは、やっぱり救いようのないクズだ」「分かったのはただひとつ。この男は反省していない、ということだけだ」と唾棄している。永瀬は、S以外にも広島タクシー運転手連続殺人事件の死刑囚（2000年に死刑確定）ら、過去に複数の殺人犯を取材していたが、Sについては「理解できないモンスター」「わたしが過去、取材したどの殺人者よりも遥かに深い、桁外れの闇を抱えている」と形容している。

#### その他の人物との交流
被害者の菩提寺である熊本の寺の住職（後述）は事件翌年、Yらに頼まれたことがきっかけで、当時千葉刑務所に収監されていたSと初めて面会した。この住職は当初、Sに怒りを感じていたが、第一審判決以降はSが罪の大きさに苦しんでいることを感じ取り、Sからの頼みで被害者たちの供養を行うようになり、Sの死刑確定後には彼が書いた写経（2,500字）を送られている。Sの死刑執行の翌日（2017年12月20日）、彼は「事件から二十六年間、彼なりに罪と向き合い続けた。それを否定するだけの根拠は、私にはないから」とSを供養したが、戒名は与えなかった。
1997年（平成9年）ごろから、Sは『東京新聞』（中日新聞東京本社）の司法担当記者だった瀬口晴義と文通や面会を重ね、2000年7月時点で瀬口宛に計20通近くの手紙を送っていた。当時、Sは「己の罪深さを恥じ、真に償いを求めるならば、私は自分の将来を求めてはいけないと思えます」と述べていた。瀬口は、Sが礼儀正しく、大腸がんを患った自身を本気で気遣う姿を目の当たりにしており、「相対した印象と、残虐非道な犯行との差は、最後まで埋まらなかった」と述べている。　
Sは辺見庸（作家）とも、死刑執行までに計数十回の面会を行っていた。辺見は死刑執行まで10年超にわたってSと交流しており、『いま、抗暴のときに』をはじめとした自身のエッセーで、「私の作品をもっとも深く理解する読者」としてSを匿名で登場させている。
また、再審請求の弁護人を担当していた一場順子とは約2か月おきに面会していた（最後の面会は2017年10月末）が、Sは一場に対し、「4人がいつも自分にくっついていて、おまえのことを許せないと言っているようで苦しい」と打ち明けたこともあった。

### 再審請求
「死刑廃止の会」（2006年当時）が1993年3月26日以降の死刑囚（死刑確定者）について調査した結果、東京拘置所に収監されていたSは2005年8月1日 - 2006年9月15日までの間に再審請求を起こしていたことが確認されている。第一次再審請求では、確定審で弁護人を務めていた弁護士が、確定審で提出された福島鑑定の結果に加え、Sの生育歴・脳のMRI検査の結果も考慮して再度行った精神鑑定の結果を基に、「犯行当時、Sは心神喪失状態だった」と主張していた。その後、脳機能障害の最先端の研究者による鑑定も行われ、MRI検査のやり直しなども請求されていたが、死刑執行までに再審請求は2度棄却されていた。なお、『読売新聞』は法務省関係者の「〔Sは〕実質的に同じ理由で請求を繰り返していた」という声を報じている。

## 死刑執行
2017年（平成29年）12月19日、死刑囚Sは収監先の東京拘置所で死刑を執行された（44歳没）。事件発生から25年、死刑確定から16年が経過していた。Sは遺言として、裁判記録を一場のもとへ送るよう言い残していた。同日には同じ東京拘置所で、群馬県安中市親子3人殺害事件（1994年2月発生）の死刑囚である松井喜代司（69歳没、当時第4次再審請求中）の死刑も執行されている。この2人の死刑執行指揮書は、いずれも上川陽子法務大臣が同月15日付で署名した。
死刑執行当時、Sは第3次再審請求の即時抗告中だった。これは、事件当時の責任能力を争点とした請求だったが、安田は他の弁護人2人（いずれも上告審で弁護を担当）とともに次の再審請求に向けて準備を進め、再審請求書も作成していた。その内容は、凶器と刺し傷の違いや、Sが長時間現場を離れていたことなどを挙げ、第三者が犯行に関与した可能性を示唆するとともに、刺し傷の場所・死因から、4人全員への殺意の有無についても再検討を求めるものだった。
また、安田は死刑執行から数日後、東京拘置所でSとは別の死刑囚（Sの房から見て斜め前の房に収監されていた）と接見した際、「Sはかなり前から一番端の房（刑場に連行される際に目立たない場所）に収監されており、死刑執行当日の朝、2人の刑務官から面会か何かという話で呼び出され、ごく普通の形で連れ出されていった」という証言を得ている。

### 死刑執行に対する反応
事件当時少年で、かつ再審請求中だった死刑囚Sの死刑執行を受け、「死刑廃止国際条約の批准を求めるフォーラム'90」（フォーラム90）、日本弁護士連合会（日弁連、会長：中本和洋）はそれぞれ同日中に抗議声明を発表。千葉県弁護士会（会長：及川智志）、駐日欧州連合 (EU) 代表部も翌日までに、それぞれ抗議声明を発表した。
一方、「犯罪被害者支援弁護士フォーラム」（VSフォーラム、共同代表：杉本吉史・山田廣）は同日、死刑執行を支持する声明を発表した。また、「少年犯罪被害当事者の会」代表・武るり子は時事通信社の取材に対し「少年でも、罪に合った罰を受けることが犯罪抑止力につながる」と話している。諸澤英道（常磐大学元学長：被害者学）は、「『少年の更生可能性』という非科学的・曖昧な基準で死刑執行を回避するのは相当ではない。死刑執行の先送りを目的とした再審請求も多いため、再審請求中でも死刑執行対象から除外すべきではない」という見解を示した。
Sと同じく19歳で殺人を犯し、第一審で死刑判決を受けたが、控訴審で無期懲役が確定した名古屋アベック殺人事件（1988年発生）の受刑者である男（事件当時19歳：2018年3月時点で49歳、岡山刑務所に無期懲役囚として服役中）は、Sの死刑執行を伝える新聞記事を読んだ感想として、「人ごととは思えなかった」「生きていることへの感謝と申し訳なさを感じた」と述べている。

## 実名報道

### 被害者一家の実名報道
事件後、被害者一家の実名報道については以下のように、新聞各社ごとに判断が分かれる結果となった。以下、1992年3月7日付の朝刊（地方紙を除き、すべて東京版）における被害者の実名／匿名報道の様子である。
| 新聞社           | 実名報道／匿名報道               | 備考      |
| ---------------- | -------------------------------- | --------- |
| 『千葉日報』     | 5人全員を匿名で報道              |           |
| 『産経新聞』     | 5人全員を匿名で報道              | [ 注 52 ] |
| 『読売新聞』     | 死亡した4人を実名、Bを匿名で報道 |           |
| 『朝日新聞』     | 死亡した4人を実名、Bを匿名で報道 |           |
| 『毎日新聞』     | 死亡した4人を実名、Bを匿名で報道 |           |
| 『東京新聞』     | 死亡した4人を実名、Bを匿名で報道 |           |
| 『日本経済新聞』 | Bを含め、5人全員を実名報道       | [ 注 53 ] |
| 『中日新聞』     | Bを含め、5人全員を実名報道       |           |
| 『神奈川新聞』   | Bを含め、5人全員を実名報道       |           |

### 犯人Sの実名報道
少年法第61条は、罪を犯した少年について、氏名や容貌など「本人であることが推知できるような記事または写真」の掲載を禁止しているが、日本新聞協会は同条について、「社会的利益の擁護が少年保護より強く優先する場合は氏名、写真の掲載を認める」という例外を設けている。
Sは犯行時少年だったため、新聞各紙は事件直後、Sを匿名で報道していたが、『週刊新潮』『FOCUS』（いずれも新潮社発行）はSを実名報道した。前者はさらに、Sの中学卒業時の顔写真や、当時住んでいたアパートの写真を掲載し、後者はフードを被されて送検されるSの写真（撮影：清水潔）を掲載した。その後、同社発行の『新潮45』1999年6月号に掲載された祝のルポルタージュでも、Sの実名が掲載されている。このように実名報道を行った理由について、『週刊新潮』編集部次長の宮澤章友は、「少年法への問題提起のため」と説明している。一方、女子高生コンクリート詰め殺人事件の際に犯人の少年4人を実名報道した『週刊文春』編集長の花田紀凱は、「当時の報道で、少年法への問題提起は既になされている」として、今回は実名報道を見送っている。『週刊新潮』『FOCUS』の実名報道に対し、東京弁護士会（小堀樹会長）は3月25日付で「少年法の趣旨に反し、人権を損なう行為だ」として、新潮社に「良識と節度を持った少年報道」を求める要望書を郵送、「一マスコミが少年を裁くようなことをしていいのか」と問題を提起した。
2001年の死刑確定時も、新聞各紙はSを実名報道することはなかったが、『朝日新聞』は2004年（平成16年）に作成した事件報道のガイドライン『事件の取材と報道』で、「事件当時は少年でも、死刑が確定する場合、原則として実名で報道する」という方針を策定。テレビ朝日も、2005年までに「仮に死刑が確定した場合、事件当時少年でも実名報道する」という方針を策定していた。2011年（平成23年）、最高裁で大阪・愛知・岐阜連続リンチ殺人事件（1994年発生）の3被告人（いずれも事件当時、18歳ないし19歳の少年）の死刑が確定した際には、『毎日新聞』や『東京新聞』『中日新聞』は、それぞれ匿名報道を継続した一方、『朝日新聞』『読売新聞』『産経新聞』『日本経済新聞』は実名報道に切り替えた。同判決後、それぞれ事件当時18歳だった少年の死刑が確定した光市母子殺害事件（1999年発生：2012年に死刑確定）や、石巻3人殺傷事件（2010年発生：2016年に死刑確定）の上告審判決時にも、各社は連続リンチ殺人事件と同様の対応を取った。
そしてSの死刑執行にあたり、法務省は被死刑執行者としてSの実名を公表したほか、新聞各紙もそれぞれSを実名報道した。それまで少年事件の死刑確定時に匿名報道を続けていた毎日・中日・東京の各紙も、匿名報道継続の根拠としていた更生や社会復帰の可能性が失われたことや、死刑は国家が人命を奪う究極の刑罰であり、その対象者が誰なのかを明らかにすべきとの判断から、実名報道に切り替えている。

## 事件後の関係者

### 被害者遺族のその後
AとCの遺骨は事件後、秋田県鹿角市の仁叟寺（座標）に安置され、D・Eの遺骨も同所に分骨安置された。またD・Eの墓は、Dの故郷である熊本県八代市の本成寺（座標）に建てられた。
Bは事件から1年後に高校3年生になり、1993年12月時点から遡って約1年前に東京から母Dの故郷である八代市に転校、Dの実家で母方の祖母（Dの母親）や叔父（Dの弟）とともに暮らすようになった。Bは1994年3月に高校を卒業し、同年4月4日の論告求刑を控え、『女性自身』の記者から取材を受けた。その後、同年春には大阪の芸術系大学に進学し、Sに第一審判決が言い渡された同年8月時点では、関西で一人暮らしをしていた。同年から2000年（平成12年）ごろにかけ、Bは『女性自身』の記者や永瀬の取材に対し、「将来は母のようなキャリアウーマンになりたい」と話していた。
永瀬によればBは2000年春に大学を卒業し、2004年（平成16年）春に28歳で結婚、亡き両親がかつて移住することを夢見ていたヨーロッパへ移住した。

### 犯人Sの親族のその後

#### 母親Yによる贖罪
Sの母親Y（1992年5月時点で49歳）は事件後、被害者や遺族への贖罪のため、何度もD・Eの遺骨が納骨された九州の寺や、事件後にBを引き取ったDの実家へ出向いた。Sの弁護人は上告趣意書で、Yは資力が乏しい中、第一審の段階で「御花料」と称し、遺族側代理人弁護士に500万円を提供した旨を述べている。しかし、B本人からは接触を拒否され、母方の祖母（Dの母親）も謝罪金の受領を拒否している。一方で1994年3月にはDの弟（Bの母方の叔父）との対面を許され、当初はDの弟から強い口調で問いただされたものの、事件後の苦悩や反省を打ち明けるうちに、「恨むだけでは解決にならない。量刑に関してはすべて裁判所に委ねる」という言質を得ている。
また、以下のように被害者たちとの示談を成立させた。
1. 江戸川事件の被害者甲 - 1993年8月8日付で、S本人が弁護人の桑原を通じて謝罪の手紙を送ったほか、同年10月6日付で母Yが慰謝料・医療費などの損害賠償金として45万円を支払い、示談が成立[404]。
2. 中野事件の被害者乙 - Yは弁護人の奥田とともに、乙に多数回会い、謝罪の気持ちを伝えた上で、1993年11月20日付で治療費・休業損・慰謝料などとして155万8,475円を支払い、示談成立[405]。乙は同日付で、千葉地裁宛にSの減刑嘆願書を書いている[406]。
3. 河原事件の被害者丙 - Yが奥田とともに面会して謝罪するとともに、Sの謝罪の気持ちを伝え、1993年11月20日付で奥田が謝罪の手紙とともに、治療費・休業損・慰謝料として50万円を送付した[406]。
4. 岩槻事件の被害者丁 - 1993年8月8日付で、S本人が桑原を通じて謝罪の手紙と損害賠償金の一部（20万円）を送付したほか、同年10月17日にはYが桑原とともに謝罪に訪れ、同年12月23日付で謝罪文と損害賠償金の残金（30万円）を送付[407]。1995年11月26日にはYが弁護人の粕谷とともに丁宅を訪れ、その後の具合を尋ねた上で、重ね重ねSに代わって謝罪して示談も申し出たが、丁側の要求に応じることができず、後日謝罪の手紙とともに10万円を送付した[402]。

一方で獄中にいた長男Sに対しては、東京拘置所まで週1の割合で面会に訪れ、衣類や嗜好品、書籍などの差し入れも頻繁に行っていた。『FRIDAY』記者の山岸朋央から取材を受けたこの寺の住職は、Y（1995年時点で51歳）から「今となってはどうにも手をうつことはできないが、せめて房の外にいる私が息子のかわりにご遺族の方々にお詫びし続け、お亡くなりになった人たちのご冥福を祈り続け、罪を少しでも償いたい…」という心境を聞かされており、彼女について「精神的、肉体的にも追いつめられ、自殺を考えたこともあったようですが、今は現実を直視し、S君と二人で罪を償っている。その真摯な態度には、心うたれるものがあります」と話している。永瀬はSと交流していた時期、次男（Sの5歳年下の弟、2000年当時は大学生）と2人で暮らしていたYへの取材を試みたが、Yは取材を拒否している。

#### 祖父X・父親Zのその後
Xの経営していた鰻屋は事件後、客が激減し、店舗も手放さざるを得なくなり、営業規模縮小を余儀なくされた。宇野津光緒からの取材要請に対し、Xは持病（糖尿病・高血圧症）で入退院を繰り返していることや、事件のショックを受けて安静加療中であることを理由に、断りの返事を出している。X（1999年時点で76歳、2000年時点で77歳）は事件後、マスコミからの取材を受けておらず、永瀬もXから取材を受けられる可能性はゼロに等しいと考えていたが、ロングインタビューを行うことに成功している。その時期は、東京拘置所に収監されていたSと初めて面会した時期（1998年10月）の直前で、Xは永瀬に対し、「生きていてもいいことはないから死にたい」「なぜあいつ (S) が生きていられるのかわからない。自分なら自殺している」などと心情を吐露している。なお、「X商店」の跡を継ぐはずだったXの長男（Sの叔父）は事件の3年前、くも膜下出血により44歳で死去し、Xの妻（Yの母親、Sの母方の祖母）も事件後の1995年に死去している。
Sの父親Z（1992年5月時点で50歳）は朝倉喬司の取材に対し、事件について問われると「何分にも私の理解の範囲を超えちゃってます。もう、何がどうしたのか」と第三者的な困惑した態度で話し、借金についてもギャンブルではなく、事業絡みの保証人になったことであると主張していた。一方、1998年9月には元妻Yとともに、遺族への謝罪と供養のため熊本を訪れていた。

## 考察
Bは目の前で家族を次々と殺害されている間、1人で外部の人間と応対する機会が2度あった（Eが保育園から帰ってきた時と、「ルック」へ預金通帳を取りに行った時）にもかかわらず、助けを求めることができなかった。県警はその理由について、Bは当時、目の前で両親を殺されたショックと恐怖で茫然自失状態に近かった上、当時はまだ（戸が閉められたままの室内で死んでいた）Cの死を知らず、Eにも危害がおよぶことを恐れていたためであると説明している。また、平井富雄（東京家政大学教授：精神医学）は「極端な異常事態に置かれて自律神経が“喪失”、相手の言いなりになってしまうことはあり得る」と考察している。
起訴前にSの精神鑑定（小田鑑定）を担当した小田晋は、Sの実名を報じた『週刊新潮』 (1992) で、本事件と名古屋アベック殺人事件・女子高生コンクリート詰め殺人事件の共通点として、「犯罪衝動の抑制が利かない」「犯行に遊びの要素が含まれている」「犯人は少年期から放任されて育てられていた」「犯行には極端な冷淡さが見られる」といった4点、そしてアベック事件・コンクリート事件の犯人たちが事件当時「少年だから大した罪にはならない」と思っていたことを挙げた上で、「犯行が報道の通りなら極刑にすべき。もし極刑にならないなら、保安処分とすべき」というコメントを出していた。その上で、少年法の問題点として、本事件や先述の2事件のような18歳・19歳の年長少年による残虐な犯行でも、犯人の実名や職業などが報道されていないことを挙げ、「少年事件なら何でもかんでも報道を控えるといったマスメディアの姿勢が、実は本来なら防げるべき犯罪を防げないようにしている」と指摘していた。
『東京新聞』記者の稲熊均は、Sが父親に反発していた一方、祖父から溺愛されていたことについて、東京・埼玉連続幼女誘拐殺人事件の犯人である宮﨑勤との類似性を指摘し、「複雑な家庭環境が事件に与えた点は大きい」と述べている。また、佐木隆三もその点について言及した上で、東京都目黒区で発生した中学生による両親・祖母殺害事件との類似性を指摘し、「子にシビアな父母と違い、祖父母は愛情のあまり、孫を金銭でコントロールしたがる。特に父母の愛情が何らかの要因で欠落すると、バランスを失った祖父母の愛情で抑制の利きにくい子を育てることもあるのではないか」と述べている。石川弘義（成城大学教授：社会心理学）も同様に、Sが周囲から甘やかされて育ったことを挙げ、「非行少年生育の典型。“欲しいものは欲しい”だだっ子と同じだ」と指摘している。
久田将義は自著で、それぞれ自身とほぼ同年代の少年たちが起こした事件である本事件と、女子高生コンクリート詰め殺人事件の2事件から大きな衝撃を受けたことを述べている。また、その両事件や名古屋アベック殺人事件、木曽川リンチ殺人事件といった、1980年代後半から1990年代前半にかけて発生した少年による凶悪事件を「一九八〇〜九〇年代型犯罪」と分類し、これらの事件の特徴について「不良グループ内でも軽んじられているような中途半端な不良少年が、中途半端な集団意識から『ノリ』で卑劣で残虐な犯罪を犯した」と述べた上で、これらの事件と川崎市中1男子生徒殺害事件（2015年）との類似性を指摘している。そして、これらの事件の加害者たちの特徴として、弱者に対しては強く出て暴力を振るう一方、自身以上の強者（Sの場合は暴力団）に対しては無力だったことを挙げている。

## 評価
ジャーナリストの飯島真一 (1994) は、本事件について「実際に起こった一家四人惨殺事件を題材にしたトルーマン・カポーティの『冷血』を彷彿とさせる」と述べている。
間庭充幸 (1997) は事件前のSの半生を踏まえ、Sは合理的な「システム型社会」「情報管理社会」から落ちこぼれたコンプレックスを抱え、離婚・高校中退・転職などといった経験がマイナスに作用し、不満や疎外感を味わっていたところ、暴力団から多額の金銭を要求されたことをきっかけにそれらの感情が噴出する形で本事件を起こしたのではないかと指摘している。

### 判決に対する評価
覚正豊和（千葉敬愛短期大学教授）は、「少年の健全な育成を期し、非行のある少年に対して性格の矯正及び環境の調整に関する保護処分を行う……」と規定した少年法の基本理念を挙げ、「たとえ行為時に18歳を超えた少年であったとしても死刑を科すことは少年法の精神には合致しない。（中略）被告人は、本件犯行時19歳1カ月の年齢にあり、少年法51条によって死刑が禁止される犯行年齢に1年1カ月余加齢しているのみである。その僅か1年1カ月余の年月の経過が、一人の人間の生と死を分けるほどに大きな意味をもつ年齢差であろうか」「福島鑑定等でも証明された改善可能性の問題よりも、社会的影響や結果の重大性により重きを置いた判決といわざるをえない」と指摘し、死刑を適用した第一審判決に疑義を呈した上で、「こうした少年事件に対する死刑判決につき、もし、死刑制度が存在するからであって一裁判官の力量を大きく超えるべきものであるとするならば、死刑廃止を実現させる以外の解決はないだろう」と述べている。また、覚正は一連の判決を福島鑑定などが示した「矯正による改善可能性」より、「結果の深刻重大性」「社会的影響」「遺族の被害者感情」などをより重視した判決と評している。
神田宏 (1996) は、本事件と名古屋アベック殺人事件それぞれの第一審判決について、1980年代後半に「少年犯罪の凶悪化の傾向」が指摘され始め、マスコミ主導ともいえる形で少年法および少年に対する寛大な処分の見直しの必要性がセンセーショナルに叫ばれたことを受け、裁判所がそれぞれ厳罰という形で少年犯罪に対し厳格な対応を取ったと評している。
前田忠弘（愛媛大学教授）は、「市民的及び政治的権利に関する国際規約」第6条（1966年）や「子どもの権利条約」第37条（1989年）で18歳未満の者が行った犯罪について死刑の禁止が明言されていることや、「少年司法運営に関する国連最低基準規則」17・2（1985年：「北京ルール」）で「死刑は、少年が行ったどのような犯罪に対しても、これを科してはならない」と規定されていることを踏まえ、日本の少年法は20歳未満を適用基準としている一方、同法第51条で年長少年（18歳・19歳）に対する死刑適用が認められている現状を「北京ルールの趣旨には合致せず、したがって、年長少年の刑事事件に対しても死刑の適用は避けるべきであろう」と指摘している。
菊田幸一も「北京ルール」や「子どもの権利条約」の存在について言及し、少年に対する死刑は少年法の精神にも「残虐な刑罰の禁止」を規定した現行憲法にも相容れないため、直ちに廃止すべきと主張している。

## 本事件を題材とした作品
- 福島章『彼女はなぜ人を殺したのか』（講談社） - 本事件でSの精神鑑定を担当した福島が、本事件をモデルとして書いた小説[434]。
- 祝康成『19歳の結末 一家4人惨殺事件』（新潮社） - 本事件を題材としたノンフィクション。著者の祝が『新潮45』1999年6月号に寄稿したルポルタージュ「一家四人惨殺「十九歳」犯人の現在（いま）」[323]に、新たな取材結果を加えて書籍化したもの[435]。その後、2004年8月には筆名を「永瀬隼介」に変更の上、本書を加筆・改題した文庫本『19歳 一家四人惨殺犯の告白』が角川書店より発売されている。

- 『YUMENO』 - 本事件をモデルとして制作された映画（監督・脚本：鎌田義孝）[436]。